# École du Pharo
Vous lisez un « bon article » labellisé en 2019.
L'École du Pharo, appellation de tradition mais qui ne fut jamais officielle, est une école militaire française établie à Marseille (France) dans le parc du palais du Pharo et spécialisée dans l'enseignement et la recherche en médecine tropicale.
Elle a œuvré de 1905 à 2013, en formant d'abord principalement des médecins et des pharmaciens français, militaires de carrière ou sous contrat ; puis des médecins appelés du service national, des médecins militaires étrangers, et des professionnels de santé civils français ou non.
Presque tous les médecins qui ont œuvré dans l'empire colonial français sont passés par l'École du Pharo ; elle a été un facteur essentiel de la politique sanitaire dans les territoires colonisés. En 1936, son rôle pédagogique est complété par la création de laboratoires de recherche consacrés aux maladies tropicales et à la nutrition en zone tropicale.
Après 1960, elle continue son œuvre de formation pour l'ensemble des médecins et pharmaciens servant au titre de la coopération sanitaire française (ministère de la coopération). En 1981, un service d'épidémiologie et de santé publique, consacré à la santé des collectivités est créé.
En 2008, le gouvernement français décide de la fermeture de l'école. Ces activités sont alors redistribuées avec d'une part, le regroupement des activités de recherche de tout le Service de santé des armées (SSA) au sein d'un nouvel institut unique de recherche biomédicale militaire et le regroupement des activités de santé publique de tout le SSA au sein du Centre d'épidémiologie et de santé publique des armées créé à cet effet, et d'autre part le transfert de la responsabilité des activités de formation vers l'École du Val de Grâce (Paris). L'établissement ferme définitivement ses portes le 30 juin 2013.
Au cours d'une existence plus que centenaire, l'École du Pharo s'est officiellement et successivement appelée :
- École d'application du service de santé des troupes coloniales (1905) ;
- École d'application et centre d'instruction et de recherche du service de santé des troupes coloniales (1954) ;
- École d'application et centre d'instruction et de recherche du service de santé des troupes d'outre-mer (1958) ;
- École d'application et centre d'instruction et de recherche du service de santé des troupes de marine (1961) ;
- École de spécialisation du service de santé pour l'armée de terre et institut de pathologie exotique (1970) ;
- Institut de médecine tropicale du service de santé des armées (1975).

## Contexte et origine

### Conquête coloniale
La formation de l'empire colonial français a posé le problème de sa gestion sanitaire par des professionnels de santé. Leurs ancêtres pourraient être les médecins, chirurgiens et apothicaires de la marine royale, en exercice dans les colonies de l'Ancien Régime. Le Consulat organise un « Service de Santé colonial » de la Marine, mais qui fait souvent double emploi avec la santé militaire des troupes terrestres engagées dans les conquêtes.
À la fin du XIXe siècle la France de la Troisième République étend son empire colonial par une politique d'expansion territoriale. Les troupes nécessaires aux conquêtes, puis au maintien de l'ordre, sont acheminées par la Marine et ce sont les médecins et soignants de celle-ci qui assurent le soutien sanitaire de tous ces personnels à bord comme à terre.
Ces médecins sont confrontés à terre à des épidémies effroyables parmi les soldats (fièvre jaune à Gorée en 1878, dysenteries en Extrême-Orient entre 1859 et 1861, choléra au Tonkin entre 1884 et 1887, paludisme pendant la campagne de Madagascar en 1895, etc.) et à des maladies endémiques inconnues au sein des populations indigènes. De plus l'autorité administrative désire améliorer la santé des populations civiles à des fins de développement des colonies et d'une « mission civilisatrice ».

### Santé coloniale

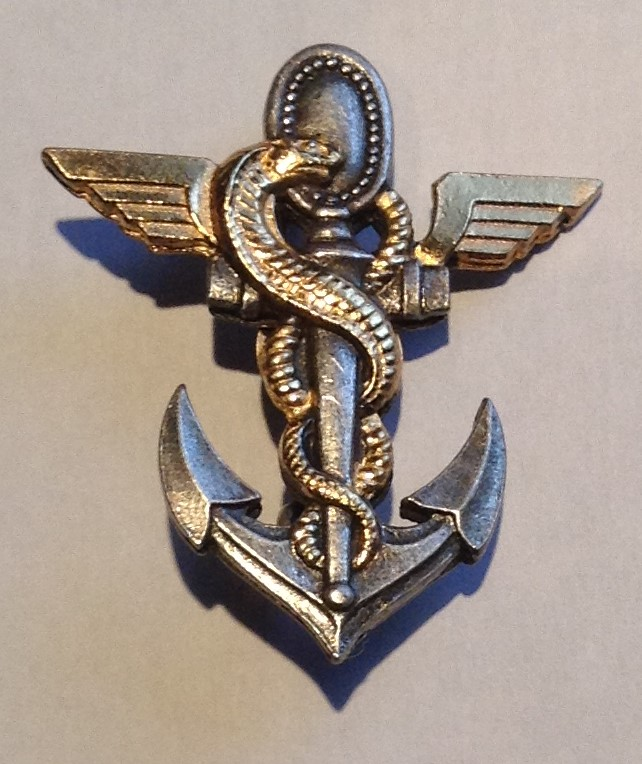
Insigne du Corps de santé des troupes coloniales.

La Marine ne pouvant fournir les effectifs médicaux demandés constamment à la hausse, une réforme s'impose. En 1890, est créé, par un simple décret, le Corps de santé des colonies et pays de protectorat, détaché de la Marine et placé sous l'autorité du ministre chargé des colonies, responsable du fonctionnement des hôpitaux des colonies tout autant que du soutien des forces militaires déployées dans les colonies. Ce corps est donc ouvert aux civils et aux militaires.
Cette première politique se solde par un échec à cause des problèmes de recrutement qu'elle ne résout pas. La carrière d'un médecin colonial est peu avantageuse, dangereuse et ingrate. Très peu de civils s'engagent, à l'exception notable d'Alexandre Yersin. Dans les honneurs, la préséance et les avancements, les coloniaux sont désavantagés et la crise des effectifs s'aggrave. Dans la pratique, le recrutement reste quasi-exclusivement militaire. De plus les ambiguïtés statutaires ne facilitent ni la gestion des carrières ni la discipline, ni par conséquent la bonne marche du service,.
Pour résoudre ces difficultés, la loi du 7 juillet 1900 accorde l'autonomie aux Troupes Coloniales (nouveau nom des Troupes de Marine). Le 4 novembre 1903, un décret porte création du Service de santé des troupes coloniales (SSTC) en remplacement du Corps de santé des colonies et protectorat.
Ce « décret d'entente » répartit les rôles entre le ministère de la guerre et celui des colonies : le ministère de la guerre s'occupe de la discipline générale des médecins coloniaux (en métropole et outre-mer). Ils sont placés hors-cadres lorsqu'ils sont mis à disposition du ministre des colonies pour les missions civiles outre-mer (police sanitaire, lutte contre les épidémies...). Ainsi le SSTC se voit confier officiellement des missions au profit des populations civiles entérinant la dualité de sa mission,.
Compte tenu de la répugnance des médecins civils à être fonctionnaire dans des conditions difficiles, la santé dans les colonies tropicales françaises a toujours été une affaire de médecins militaires.

## Création de l'école
Les réformes n'ont pas résolu le problème de recrutement, auquel s'ajoute, avec l'explosion des connaissances (microbiologie, parasitologie...), un problème de formation. À l'exemple d'Albert Calmette dès 1890, de nombreux médecins coloniaux demandent de se perfectionner à l'Institut Pasteur où un stage destiné aux médecins des troupes coloniales est régulièrement ouvert dès 1903. Mais l'ampleur des problèmes pratiques rencontrés fait ressentir la nécessité d'une école spéciale pour les officiers du Service de santé des troupes coloniales.
Le projet d'une école spécifique est conçu en 1900. Le ministère de la guerre, responsable des troupes coloniales, propose la création d'une école pratique de médecine tropicale. Le lieu d'accueil de cette école est très disputé, car à cette époque toutes les villes de France cherchent l'honneur d'accueillir une garnison ou une institution militaire.

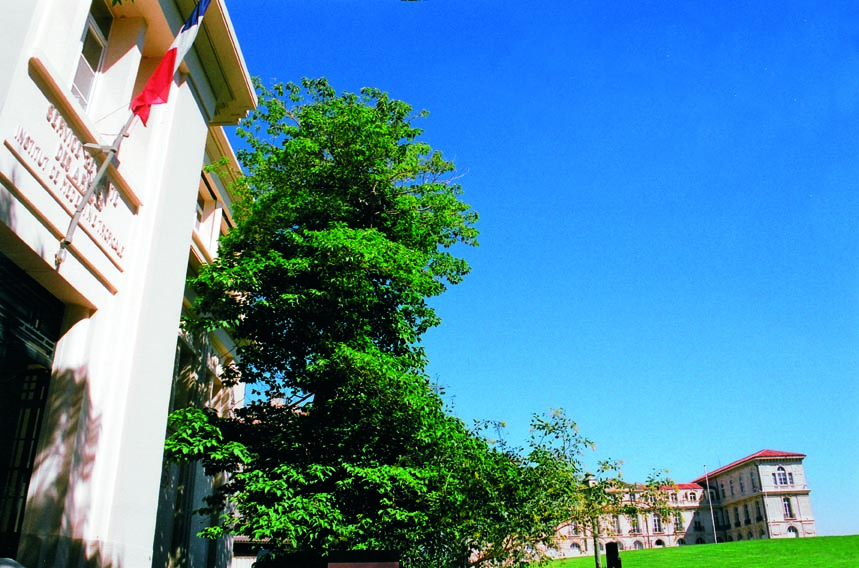
Le Palais du Pharo vu de l'École au premier plan.

Dès août 1900, Marseille se porte candidate. Pour mémoire, en décembre 1883, Marseille était déjà candidate pour accueillir une école de santé militaire et avait prévu un budget à cet effet, mais l'école en projet fut finalement installée à Lyon. Les conséquences économiques de la catastrophe des arènes du Prado d'une part et des épidémies de choléra de 1884 et 1885 dans la ville d'autre part, n'ont pas été étrangères au choix de Lyon pour cette implantation,.

### Choix de Marseille
La ville de Marseille se propose donc d'accueillir ce nouvel établissement au plus près de sa propre école de médecine, laquelle est depuis 1893, logée dans l'ancien palais impérial agrandi et rehaussé : le Palais du Pharo, en partie utilisé comme hôpital temporaire sous le nom « Hôpital du Pharo » depuis l'épidémie de choléra de 1884.
La ville de Marseille qui ne dispose depuis 1875 que d'une école de plein exercice de médecine et de pharmacie, qu'elle cherche depuis des décennies à voir ériger en faculté de médecine et de pharmacie (seule habilitée à délivrer un doctorat), espère que cette co-localisation pourra faire avancer son dossier universitaire,,,.
En 1902, le directeur du service de santé des troupes coloniales dépose un projet de création de l'école dans lequel il développe les critères nécessaires de son implantation. Il souligne, entre autres, la possibilité d'un enseignement hospitalier de la pathologie tropicale sur place ce qui l'amène à conclure « ces éléments, ne peuvent évidemment se rencontrer que dans une ville de bord de mer » et de proposer Marseille où existe déjà un enseignement colonial à l'école de médecine, un Institut colonial et un Musée colonial.
La ville propose d'abord d'affecter à l'école une aile du palais du Pharo, puis finalement, le Conseil municipal décidera, au cours de sa réunion du 25 novembre 1904, d'aménager l'École de santé coloniale dans un bâtiment spécialement construit pour cet usage dans le parc du Pharo à la suite de l'institut d'anatomie. Le 12 avril 1905, une convention est passée entre le maire de la ville de Marseille, Amable Chanot, et le ministre de la guerre, concernant l'installation et l'organisation dans Marseille de l'École d'application du Service de santé des troupes coloniales.
C'est la satisfaction au Conseil municipal de Marseille dont le maire tire déjà une heureuse conséquence de l'événement : « je ne crois pas trop m'avancer en exprimant la conviction que l'établissement à Marseille de l'École de santé coloniale nous permettra d'obtenir enfin du gouvernement la transformation en faculté de notre école de plein exercice de médecine et de pharmacie. » En fait, cette transformation n'interviendra que 25 ans plus tard.

### Mise en place

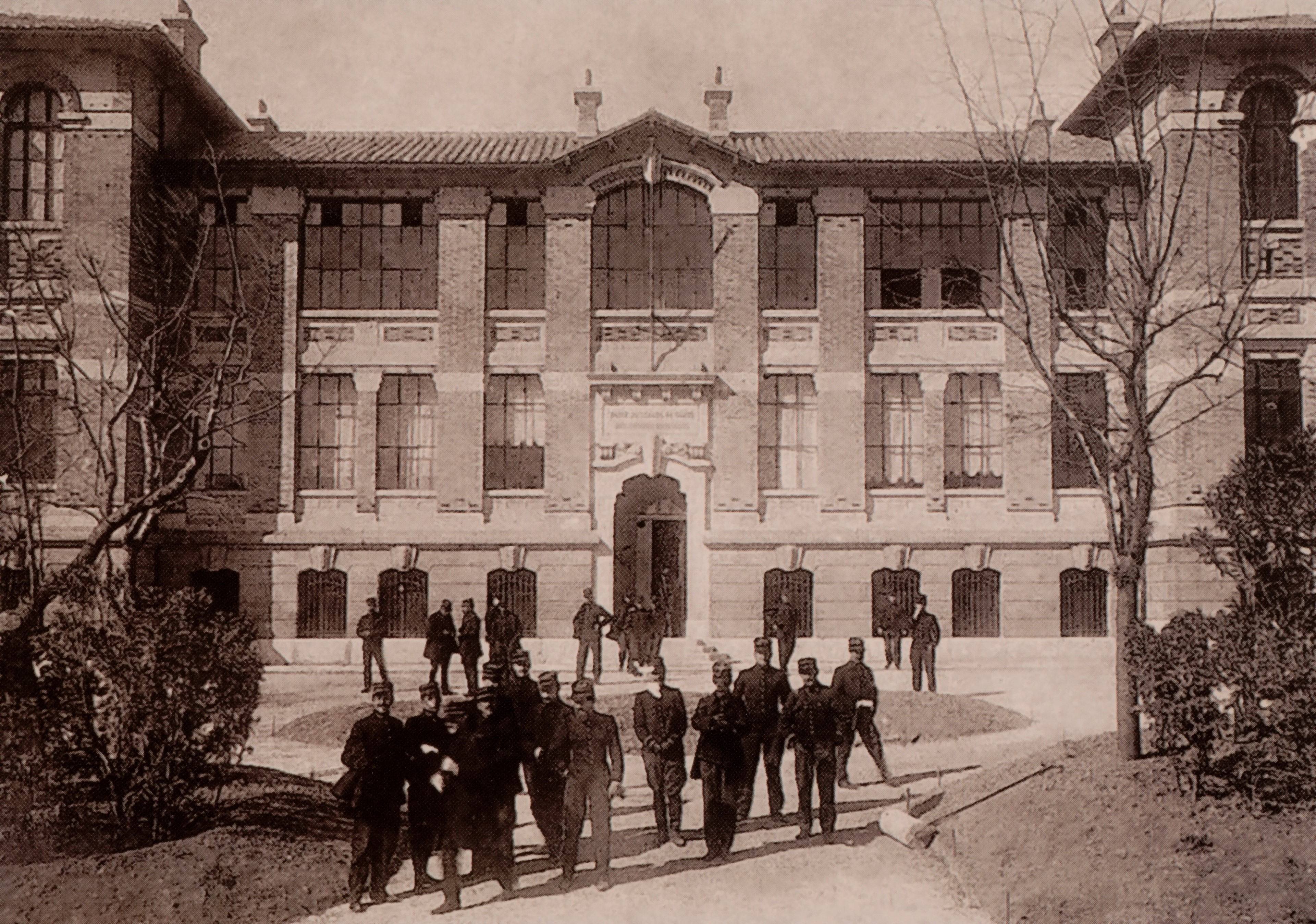
La première promotion de l'école en 1907, devant le bâtiment historique.

Le 3 octobre 1905 est promulgué le décret de création de l'École d'application du service de santé des troupes coloniales, à Marseille,. Les travaux sont réalisés en 1906 sous l'autorité de l'architecte en chef de la Ville, Léonce-Aloïs Muller. Le 3 juillet 1906, le médecin principal de première classe Albert Clarac est nommé directeur de l'école, tandis que le médecin principal de seconde classe Paul-Louis Simond est nommé sous-directeur, chargé de l'enseignement de la bactériologie, de l'hygiène et de l'épidémiologie. Ce premier état-major comporte 13 officiers. La première promotion rejoint l'école le 1er février 1907. L'école est inaugurée le 29 septembre 1907 par le général Louis Archinard, commandant du Corps d'armée des Troupes coloniales.
Au gré de l'évolution de la politique coloniale, puis de décolonisation et de coopération de la France, et des réformes de la fonction sanitaire des armées, l'école voit son périmètre d'action et son appellation changer.

## L'école avant le premier conflit mondial (1905-1914)
L'École du Pharo devient la maison-mère des médecins et pharmaciens servant en Outre-Mer (santé publique) ou dans les troupes coloniales (en métropole et outre-mer). Son premier titre officiel est École d'application du service de santé des troupes coloniales.

### Locaux et localisation
La convention signée en avril 1905, entre la ville et le ministère de la Guerre, affecte à la nouvelle école la partie ouest du jardin du Pharo, au pied du tout nouvel institut d'anatomie, en face du champ de manœuvres. Elle y construit un bâtiment sur trois niveaux plus demi sous-sol, destiné à l'enseignement et à l'administration. De plus elle attribue comme logement au directeur de l'école le pavillon situé à l'entrée gauche du parc. Celui-ci est le pendant du pavillon attribué aux concierges et personnels subalternes du parc ce qui n'aura pas l'heur de plaire au directeur du service de santé du corps d'armée des troupes coloniales.
La ville reste propriétaire des terrains et bâtiments qui font l'objet d'un bail emphytéotique. Par ailleurs le ministère de la guerre qui dispose de vastes emprises dans le quartier, affecte à la nouvelle école des locaux au sein du Fort d'Entrecasteaux (terrain militaire situé de l'autre côté du boulevard du Pharo devenu en 1922 boulevard Charles Livon),.

### Mission et enseignement
D'emblée la vocation de l'école est de délivrer un enseignement pratique, encore plus que théorique, à des médecins et pharmaciens déjà diplômés comme le précise le décret du 3 octobre 1905 « donner aux médecins et pharmaciens aides-major de deuxième classe et aux médecins et pharmaciens stagiaires des Troupes coloniales, l'instruction professionnelle spéciale, théorique et surtout pratique nécessaire pour remplir les obligations du service qui incombent au Corps de santé des Troupes coloniales en France et aux colonies... ».

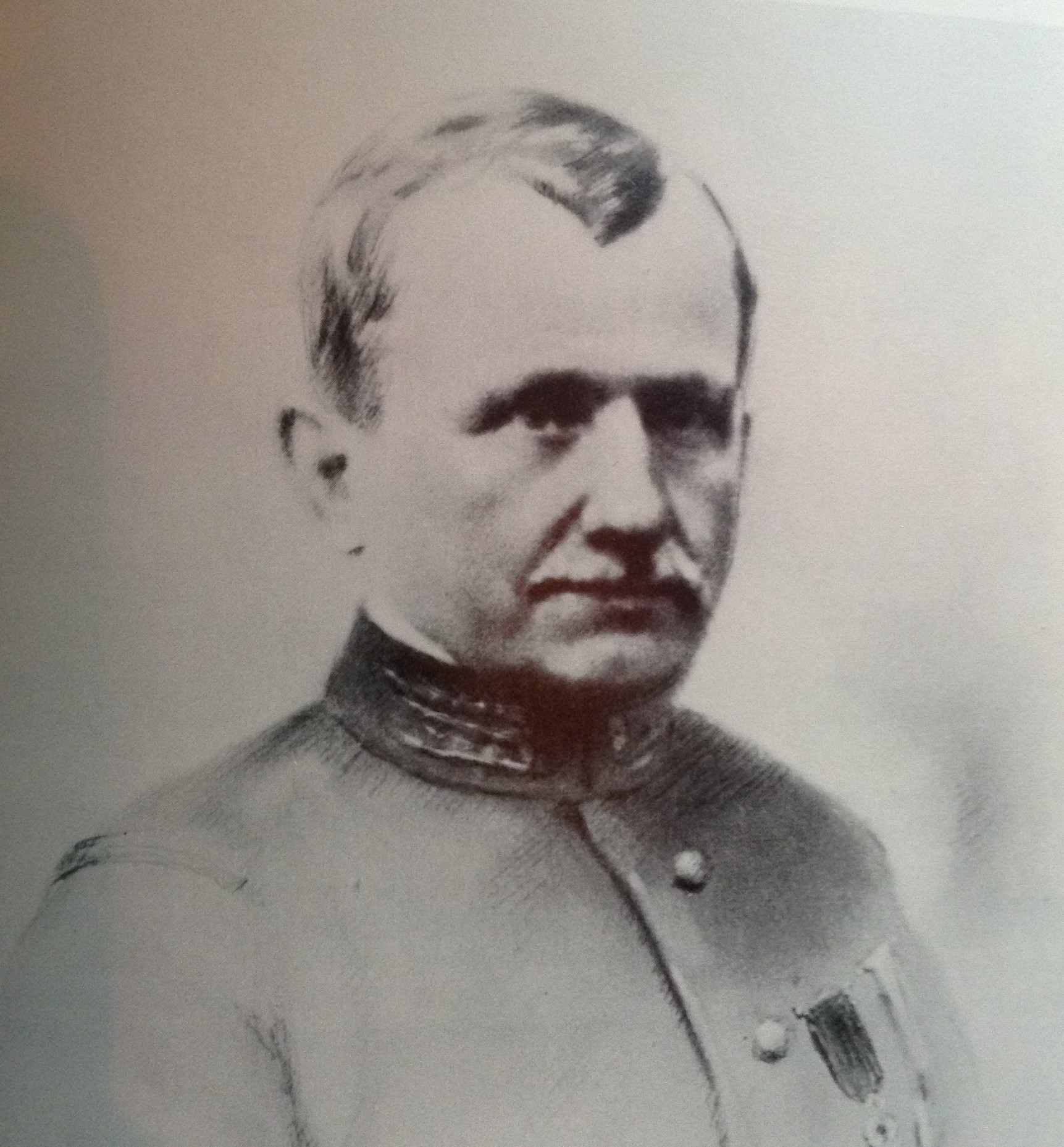
Albert Clarac, premier directeur de l'École du Pharo.

Les premiers enseignants sont les dirigeants de l'école, dont Albert Clarac qui débute la rédaction de son volumineux Traité de pathologie exotique, clinique et thérapeutique dont les premiers volumes paraissent pendant son temps de direction de l'école et Paul-Louis Simond, pastorien de renom qui vient de découvrir le rôle de la puce dans la transmission de la peste.
L'enseignement théorique comportait à l'origine 6 sections :
1. Maladies des pays chauds.
2. Chirurgie d'armée et maladies spéciales.
3. Bactériologie, parasitologie, hygiène et prophylaxie des maladies tropicales.
4. Police sanitaire, médecine légale, administration des services de santé.
5. Anatomie chirurgicale, médecine opératoire et appareils.
6. Chimie, toxicologie, pharmacie.

L'enseignement pratique est assuré dans les laboratoires de l'école et dans les services des hôpitaux de Marseille, civils ou militaires.
L'admission des élèves se fait selon leur rang de sortie de l'école de Bordeaux. Les médecins ou pharmaciens civils, engagés volontaires, peuvent être admis sur concours. Le stage d'enseignement dure huit mois, de février à octobre, en se terminant par un classement de sortie. Le travail était donc intensif et les stagiaires astreints à la discipline militaire.
De 1907 à 1914, l'école forme 258 élèves dont 241 médecins et 17 pharmaciens, alors que l'Empire colonial français comptait en 1911, 11 millions de km2 et 45 millions d'habitants. Les structures sont en place, mais le recrutement reste insuffisant, les carrières étant jugées peu attrayantes. Ceux qui choisissent de devenir médecin colonial, le font à cause de leurs difficultés en métropole, et aussi par vocation et esprit d'aventure. Beaucoup de médecins coloniaux viennent de milieux modestes (souvent de Bretagne) attirés par la gratuité des écoles militaires.
Dès la mobilisation générale de 1914, l'école doit fermer, et ceci jusqu'en 1922. Vingt et un médecins du Corps de santé colonial sont tués au cours de la Première Guerre mondiale, soit presque l'équivalent d'une promotion de l'époque.

## Apogée coloniale (1922-1954)
Cette fermeture prolongée entraîne une longue crise liée aux problèmes persistants de recrutement. Le corps de santé colonial est touché par les départs et les démissions. Malgré les actions de propagande vantant la carrière de médecin colonial « on accepte l'Indochine, de rares candidats se présentent pour le Cameroun, le Togo, l'AOF, aucun ne veut l'AEF ».
Dès 1924, Édouard Daladier, ministre des colonies, et son successeur André Hesse, augmentent les avantages de carrière. L'école est réorganisée en 1928.

### Locaux

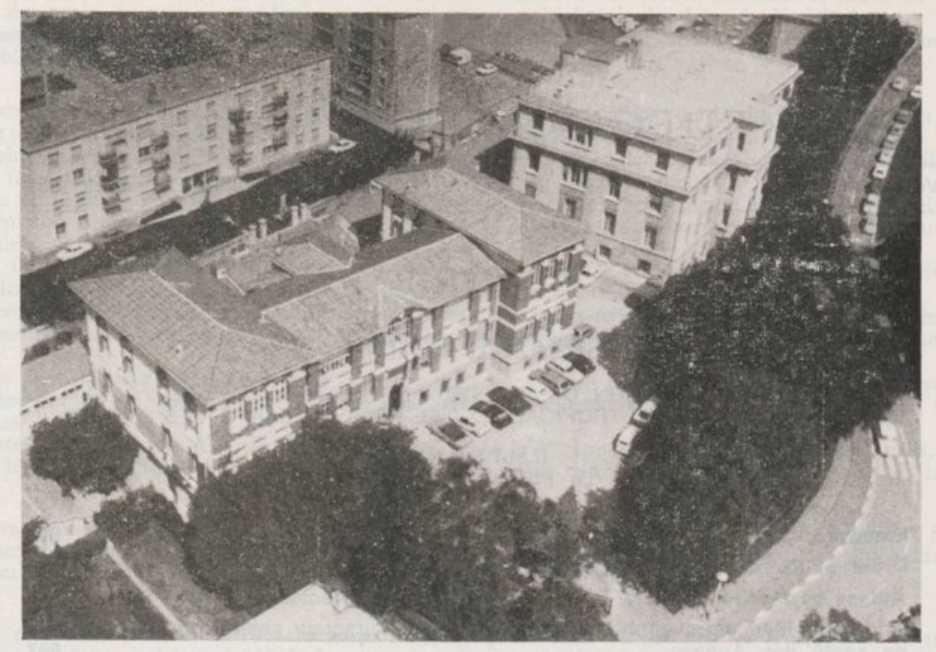
Vue aérienne des bâtiments de 1905 et de 1932.

Dès 1928 le nombre d'élèves accueillis rend les locaux trop exigus amène le directeur à solliciter de la Ville de nouveaux locaux. En 1932, la construction d'un nouveau bâtiment à l'ouest du premier est lancée pour augmenter les capacités d'accueil. Très dégradé à la Libération, il est rehaussé en 1948 d'un étage et devient en 1950 le centre de recherche et centre de documentation en médecine tropicale. D'autres bâtiments de moindre importance viennent au fil du temps compléter l'emprise de l'école, tant dans le parc du Pharo que dans les annexes militaires du Fort d'Entrecasteaux où une ancienne poudrière est transformée en bâtiment de conservation des archives historiques du corps de santé des troupes coloniales.

### Enseignement et recherche
La nécessité de structurer un corps enseignant tout en permettant un déroulement de carrière en zone tropicale s'impose. À l'instigation de Pierre L'Herminier, directeur entre 1926 et 1931, est créé le concours d'agrégation du Corps de santé colonial sur le principe déjà développé à l'École du Val-de-Grâce. Les premiers professeurs nommés prennent leur fonction en 1930 pour une durée normale de cinq ans. Ces professeurs agrégés (qui exercent pour la plupart à l'hôpital militaire de Marseille ou dans les laboratoires de l'école) sont regroupés en chaires autour d'un professeur titulaire, lui-même en fonction pour 5 à 8 ans. Cette rotation des fonctions permet de toujours disposer d'enseignants ayant une expérience récente et renouvelée du milieu sanitaire tropical. Ainsi un corps enseignant se constitue, reconnu sous le terme générique des Agrégés du Pharo, qui se coordonne jusque dans la production de manuels en nom collectif.
La pédagogie du Pharo est donc faite de connaissances, de convivialité et de pragmatisme.

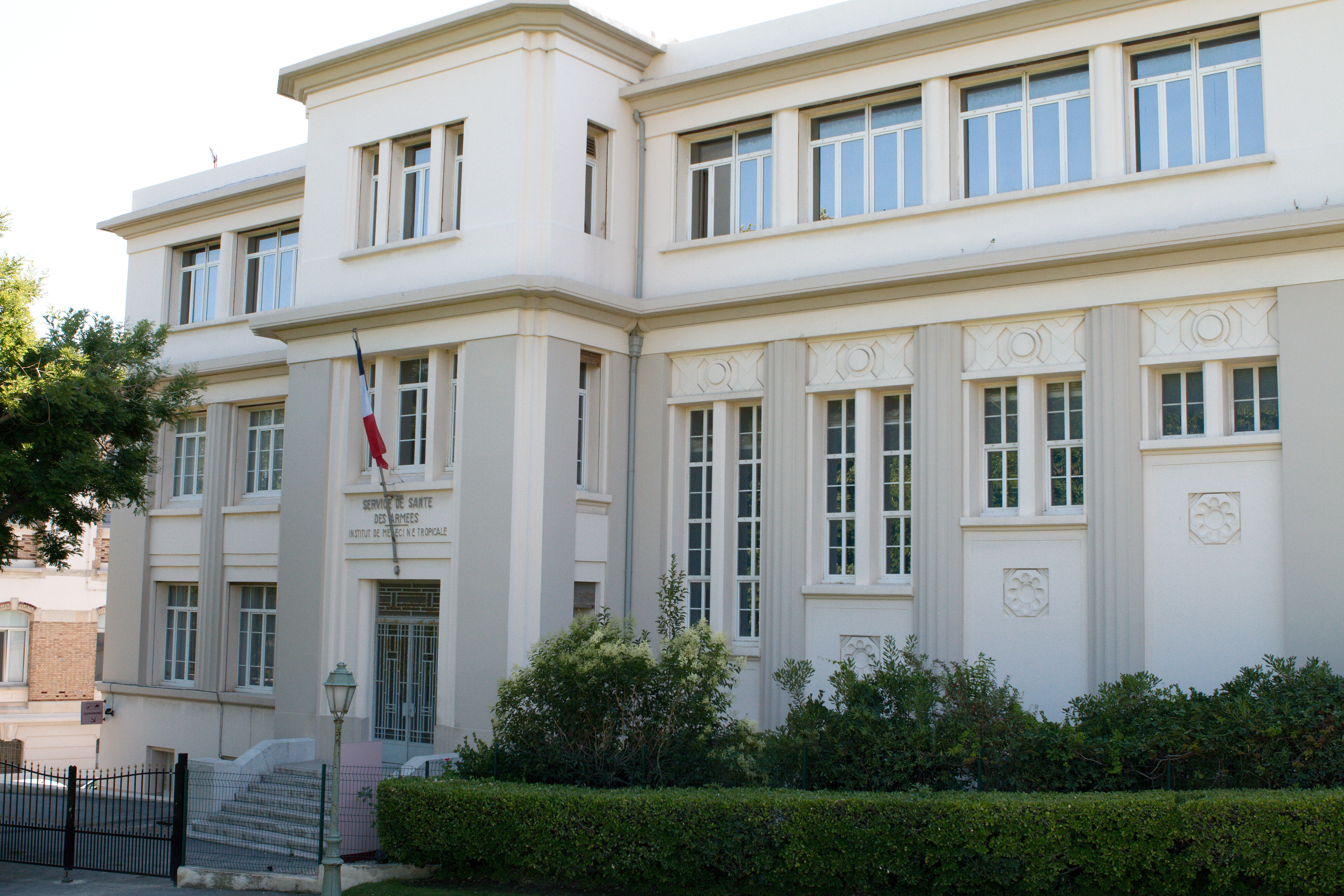
Le bâtiment du centre de recherche et de documentation, construit en 1934, surélevé en 1948.

Cette réforme transforme l'école en grand établissement supérieur spécialisé, avec de nouvelles disciplines : neuropsychiatrie (1928), ophtalmologie (1934), stomatologie (1935), radio-électrologie (1935)... Dans les années 1930, l'école se dote d'un centre de documentation et de recherches, d'abord médical, qui s'ouvre aussi aux pharmaciens coloniaux en 1936. Ce centre se consacre aux recherches sur les problèmes sanitaires d'outre-mer, cette exigence nouvelle est interrompue en 1939.
La demande de plus en plus forte des colonies entraîne l'augmentation des promotions, celle de 1933 comprend 121 médecins et 11 pharmaciens. De 1922 à 1939, l'École du Pharo forme 982 médecins et 98 pharmaciens. La création à l'École du service de santé militaire de Lyon d'une section coloniale en 1925,, permet d'améliorer d'environ 25% le recrutement, qui reste toujours insuffisant, pour les 70 millions d'habitants de l'Empire français de cette époque. En 1936, le corps de santé colonial compte 1 006 officiers (919 médecins et 87 pharmaciens).

### Seconde Guerre mondiale et Indochine (1939-1954)
À la déclaration de guerre du 3 septembre 1939, l'école ferme de nouveau, puis est rouverte par le régime de Vichy. Les promotions tombent à des chiffres très bas : 21 élèves en 1940, 24 en 1941. Un recrutement exceptionnel de deux promotions, une par semestre, est fait en 1942 (65 médecins et 4 pharmaciens).
En novembre 1942, les Allemands occupent la zone libre. Le second bâtiment, récent, est réquisitionné par l'occupant qui désorganise aussi les hôpitaux militaires de Marseille. L'École du Pharo continue de fonctionner, en se repliant sur ses locaux les plus anciens, elle accueille les élèves de la section coloniale de Lyon, avec une promotion de 30 élèves en 1943, et de 48 en 1944.
Durant la guerre, le corps de santé colonial est divisé comme le reste de l'armée, les uns acceptent Vichy, d'autres rallient la France libre. Parmi les 26 médecins militaires (22 médecins d'active et 4 médecins mobilisés) qui seront faits compagnons de la Libération, on compte pas moins de 19 anciens élèves du Pharo,,. Pendant le conflit, les pertes du Corps de santé des troupes coloniales sont de 21 médecins et un officier d'administration tués à l'ennemi en dehors du théâtre indochinois.
Lors des combats de la libération de Marseille (août 1944), les locaux sont très endommagés, en particulier le bâtiment de recherche, construit en 1932 et inauguré en 1934, qui est en partie incendié. En novembre 1944 le médecin colonel Jean Vialard-Goudou, héros de Bir-Hakeim, et désigné pour réorganiser l'école qui se réinstalle dans des locaux rénovés, le 1er mars 1945.
La guerre d'Indochine (1945-1954) qui débute avec le coup de force japonais du 9 mars 1945 et se poursuit avec l'opposition entre la France et le Viêt Minh, est le conflit le plus meurtrier pour le Corps de santé colonial, qui perd 34 officiers, dont 26 tués à l'ennemi, 5 victimes du devoir et 3 disparus en mer.
De 1945 à 1954, l'école forme 453 médecins, 56 pharmaciens et 19 officiers d'administration. C'est le retour d'une crise des effectifs, apparemment liée à un avenir incertain et une « crise morale » lorsque s'amorce la décolonisation.
En 1954, la création du Centre d'études et de recherche en médecine tropicale au sein même de l'école entraîne un premier changement de nom qui devient : École d'application et centre d'instruction et de recherche du service de santé des troupes coloniales.

## Décolonisation (1955-1974)
Le 24 juin 1955 le président René Coty agrafe au drapeau de l'école la Croix de chevalier de la Légion d'Honneur et la Croix de guerre 1939-1945.

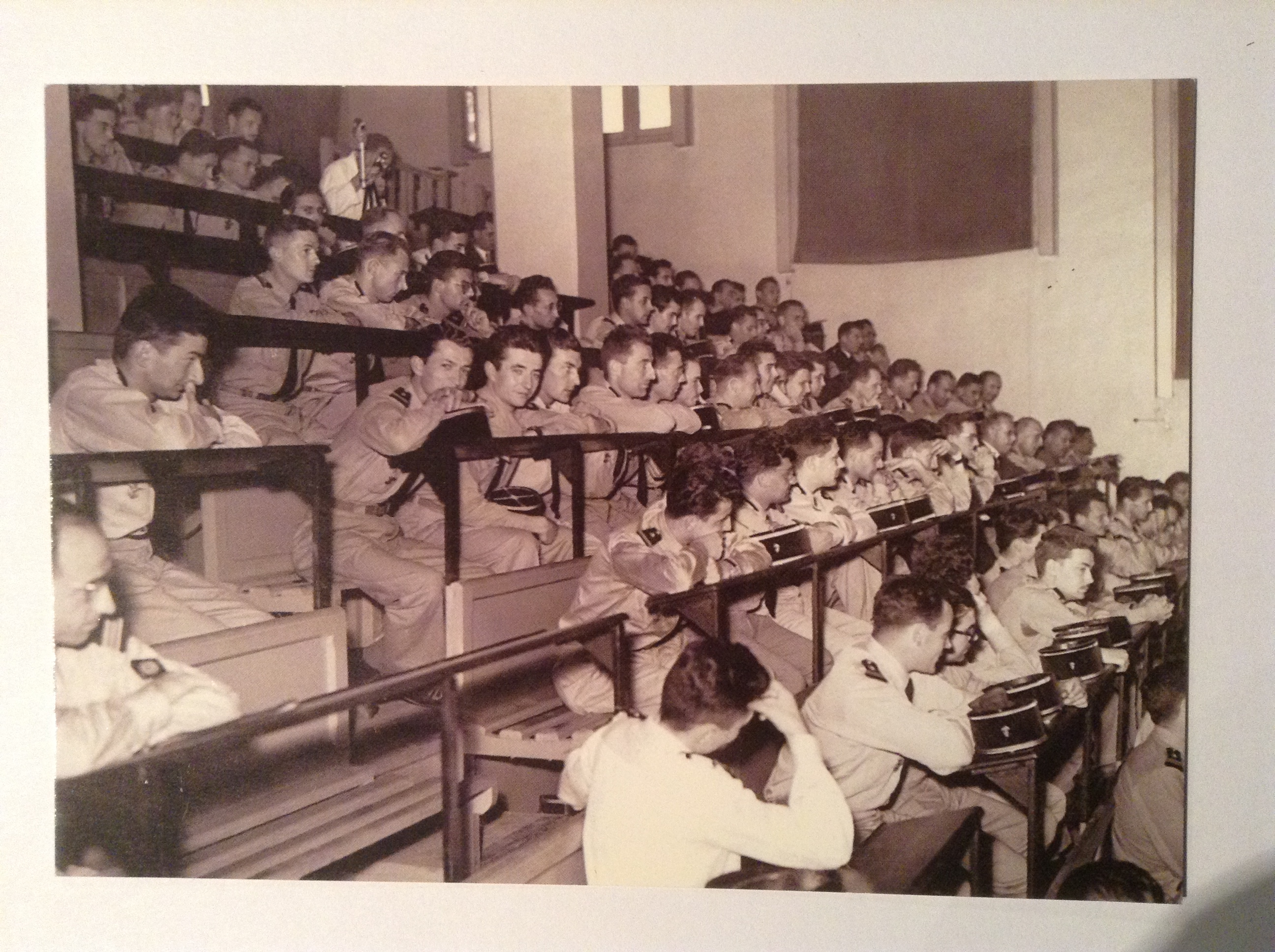
La promotion de 1960 des médecins et pharmaciens lors de leur choix de poste de sortie.

En 1958, la transformation progressive des troupes coloniales induit leur changement de nom en troupes d'outre-mer. L'école s'adapte en conséquence pour devenir École d'application et centre d'instruction et de recherche du service de santé des troupes d'outre-mer. Tout à la fois école, centre de recherche, et forte de son partenariat très étroit avec l'hôpital militaire Michel-Lévy (Marseille) où tous les chefs de services appartiennent au dorénavant Service de santé des troupes d'outre-mer, l'École du Pharo joue un rôle déterminant dans l'élévation constante de la compétence du personnel. Ainsi par exemple, en 1959, le Corps de santé pouvait compter sur 20 professeurs agrégés militaires et aussi sur 12 médecins militaires professeurs agrégés ou chargés de cours des facultés civiles.
En 1961, les troupes d'outre-mer reprennent leur ancien nom du XIXe siècle, celui de troupes de marine. L'école devient alors École d'application et centre d'instruction et de recherche du service de santé des troupes de marine.
À partir de 1966, à la demande du ministère de la coopération, l'école reçoit les médecins volontaires du service national actif (VSNA) qui deviendront par la suite des coopérants du service national (CSN). Ils sont formés à raison d'une, puis deux, promotions par an avant leur départ pour ce qui presque toujours un premier emploi.
En 1968, le service de santé des troupes de marine disparaît par intégration dans le service de santé de l'armée de terre. Une seule école d'application médicale est prévue au Val-de-Grâce à Paris et des écoles de spécialisation pour les armées de mer, de l'air et de terre, l'École du Pharo devant remplir cette dernière fonction pour l'armée de terre. D'où son nouveau nom en 1970 : École de spécialisation du service de santé pour l'armée de terre et institut de pathologie exotique.
L'école accueille aussi des étudiants étrangers, presque exclusivement africains. Loin de réduire le rôle de l'école, la décolonisation a, au contraire, amplifié son importance, notamment auprès des gouvernements étrangers et des organismes internationaux.

## Médecine tropicale et coopération (1975-1997)
En 1975, la précédente réforme est amendée. Les écoles de spécialisation, intégrant toutes trois des centres de recherche spécifique à leur milieu d'emploi, sont transformées en instituts. L'école devient l'Institut de médecine tropicale du service de santé des armées.

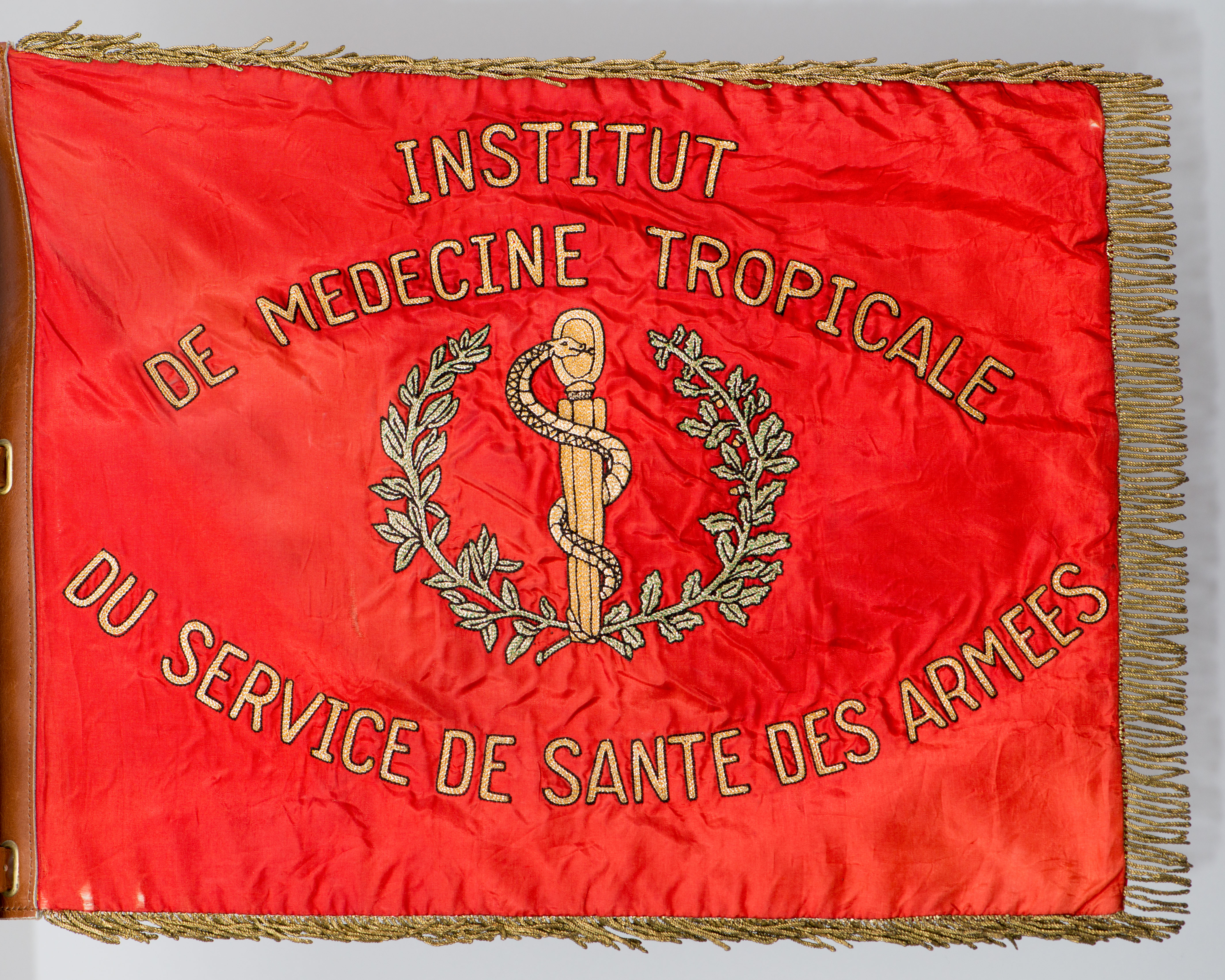
Fanion de l'Institut de médecine tropicale du Service de santé des armées, recto.

La formation des médecins volontaires du service national nécessite plusieurs sessions annuelles du diplôme de médecine tropicale en co-délivrance avec la faculté de Médecine de Marseille.
Au milieu des années 1990, le gouvernement français décide d'arrêter la politique de coopération substitutive. Le nombre de coopérants sanitaires français à former décline brusquement, d'autant plus que l'obligation du service national est abrogée en 1997, clôturant le recrutement de médecins volontaires pour la coopération à l'étranger et en outre-mer tropical français. Au total, en plus de 30 ans, ce sont plus de 2 000 médecins du service national qui ont commencé leur carrière par un stage à l'École du Pharo.

## Dernier tournant (1997-2013)
Dès le début des années 2000, l'évolution des engagements extérieurs des armées françaises s'oriente fortement vers des opérations en situation de combat, au sein desquelles les troupes ont un fort taux de rotation et où le soutien aux populations civiles devient une activité secondaire.

### Opérations extérieures
Dès lors le besoin d'une connaissance approfondie des maladies tropicales, particulièrement les pathologies infectieuses, perd de son importance relative au regard des besoins capacitaires en médecine d'urgence, de catastrophe et de guerre pour les médecins militaires français. L'École du Pharo doit réorienter son enseignement de base, non plus vers les seules maladies tropicales, mais vers les besoins en situation de guerre ou de catastrophe. Un nouveau brevet de médecine des missions extérieures est créé, dernier avatar du diplôme de fin d'études du Pharo.
En 2004, la réforme en France du troisième cycle des études médicales affecte le déroulement des études des jeunes médecins militaires. Dorénavant les futurs praticiens doivent choisir une spécialité d'exercice dès la fin du deuxième cycle et le troisième cycle s'allonge jusqu'à trois ans pour les futurs spécialistes de médecine générale qui terminent leur internat par un stage de trois mois au Pharo .
Le Service de santé des armées s'adapte. En 2005, l'École du Val-de-Grâce est érigée comme seule école de spécialisation du Service de santé des armées, elle devient responsable de l'ensemble des formations (médicales, paramédicales, sanitaires) de tout le service de santé. Pour l'École du Pharo c'est l'année du centenaire qui est fêté avec faste. Depuis la création du concours d'agrégation en 1929, l'école a « consommé » 117 professeurs titulaires de chaire secondés par 38 professeurs adjoints auxquels ont succédé 169 professeurs agrégés garantissant par ce taux de renouvellement élevé la volonté toujours recherchée d'un enseignement délivré par des acteurs de terrain se relayant en permanence entre les tropiques et Marseille. Depuis 1982, elle a aussi formé 11 professeurs agrégés militaires étrangers africains.
En 2008, dans le cadre de la Révision générale des politiques publiques (RGPP) voulue par le gouvernement, une importante réforme des armées est engagée, soutenue par une volonté d'économies et de rationalisation. Dans ce cadre la fusion de tous les centres de recherche du Service de santé en un seul institut est décidée, et le transfert des activités d'enseignement sous la responsabilité de l'école du Val-de-Grâce mis en œuvre. La fermeture de l'École du Pharo est entérinée et intervient en 2013.

### Arrêt des activités et fermeture

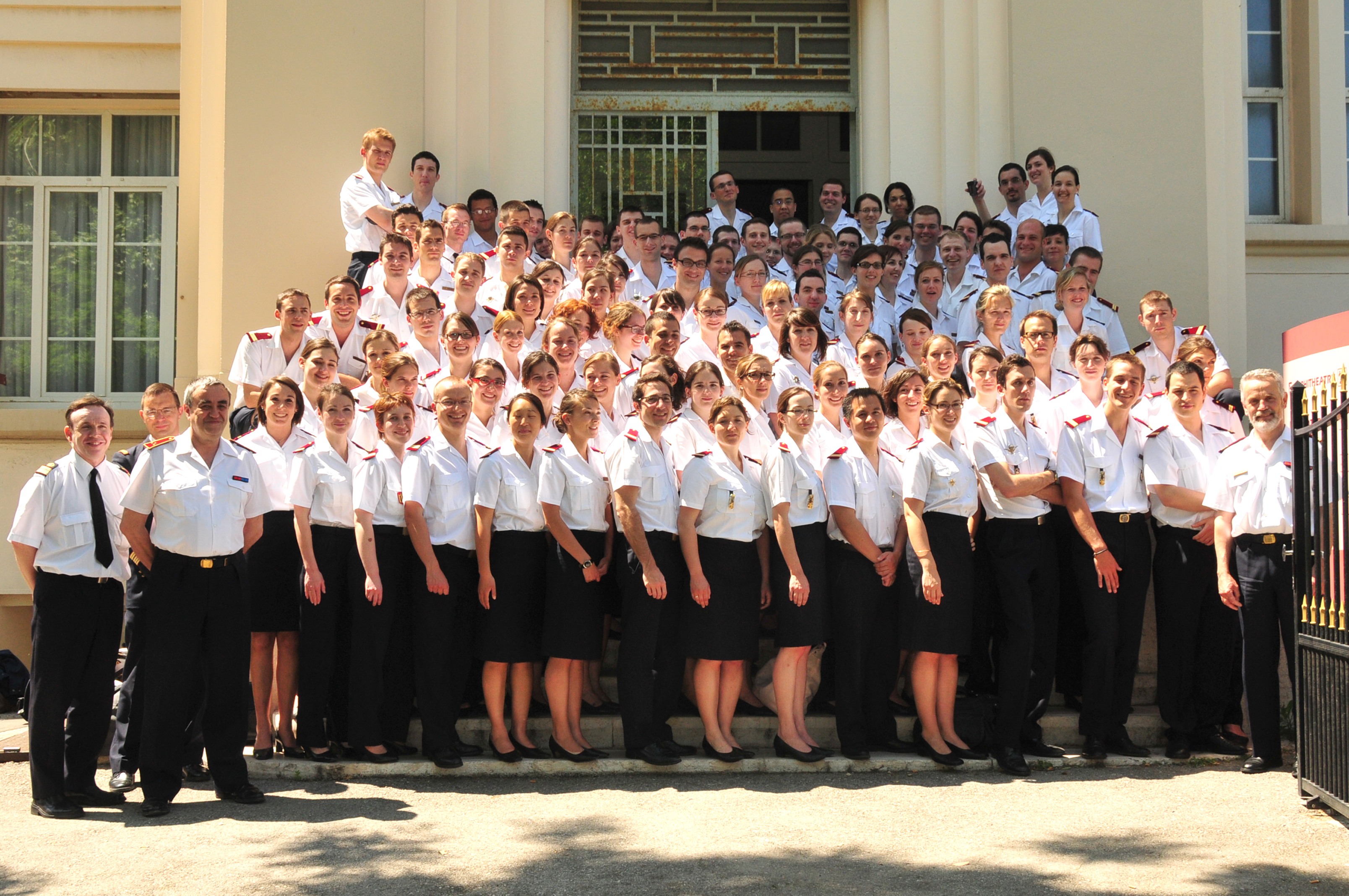
2011, la dernière promotion d'internes des hôpitaux des armées en stage à l'École du Pharo.

Le dernier stage réalisé est celui des internes des hôpitaux des armées, en fin d'internat de médecine générale en 2011, au cours duquel ils ont validé le brevet de médecine des missions extérieures.
La XVIIe et dernière édition des Actualités du Pharo organisée par l'École du Pharo se tient aussi en 2011, le thème principal en est Au chevet de la santé de la mère. L'organisation (et droit d'usage du nom) étant ensuite remise au Groupe d'intervention en santé publique et épidémiologie (GISPE).
Le dernier numéro de la revue Médecine tropicale paraît au premier trimestre 2012. Il est consacré à une revue des leçons tirées de la crise due au virus Chikungunya depuis 2006, ainsi s'achève une série de 72 volumes.
En juin 2013, l'École du Pharo fait ses adieux à Marseille ; au cours de la cérémonie marquant la fin des activités le fanion est enroulé pour la dernière fois et va rejoindre l'Institut de recherche biomédicale des armées après que plus de 8 000 médecins et autres professionnels de santé ont été formés dans ses murs à leur art médico-tropical.

## L'école et ses missions
École pratique par essence, le Pharo a donc cultivé une pédagogie originale de compagnonnage où la réalisation des gestes par les stagiaires était primordiale et dont les enseignants étaient des praticiens à la solide expérience de terrain. Les jeunes médecins stagiaires tous généralistes, promis à des postes très isolés, sans techniciens de laboratoire diplômés, sans chirurgiens à proximité, ni manipulateurs d'imagerie, devaient réaliser intégralement par eux-mêmes les techniques élémentaires de laboratoire et d'imagerie, les mises en condition chirurgicales ou les interventions complètes.

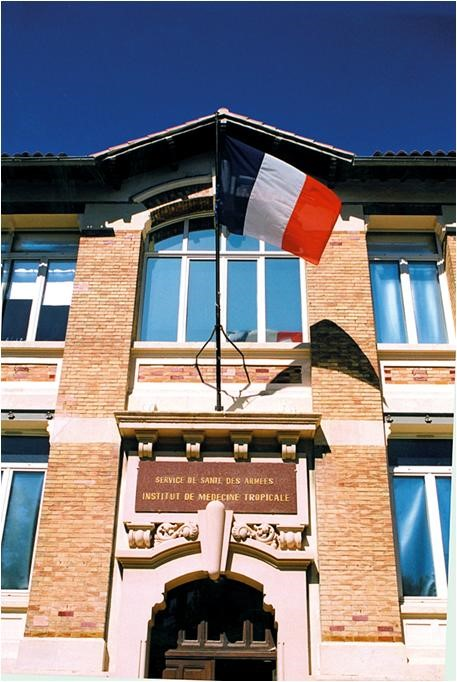
Façade du bâtiment historique en 2010.

Cela nécessite des laboratoires d'entraînement et des salles d'opérations expérimentales en plus des terrains de stages à l'hôpital militaire, et aussi des savoir-faire de relève de blessés en situation périlleuse. Mais l'isolement professionnel exige aussi une formation en mécanique automobile, en gestion de la chaîne du froid, en économie de la santé, en gestion des ressources humaines, etc.
La vocation initiale de l'école ne se démentit jamais. Et 75 ans après sa création, Jacques Voelckel, alors directeur pouvait dire : « … la spécificité de l'École du Pharo repose sur un certain nombre de constantes… La première est liée au pragmatisme de son enseignement. Préparer efficacement des jeunes praticiens, formés dans les facultés métropolitaines, à exercer en pays pauvre a toujours été… l'objectif prioritaire du corps enseignant du Pharo. Cette préparation tient le plus grand compte des particularités de l'environnement tropical et des impératifs nés du sous-développement. Cette préoccupation s'impose d'autant plus que l'emploi en milieu rural est la règle pour la plupart des élèves sortis de l’institut. Les conditions d'isolement plus ou moins sévères et la nécessité de savoir s'adapter à des situations nouvelles et changeantes renforcent le caractère utilitaire de cet enseignement… l'expérience des anciens s'avérant ici d'un prix inestimable. Une autre constante observée… tient à la parfaite exploitation des vertus attachées à l'état militaire en vue des rudes exigences d'une action médicale bien particulière. Le sens du service public, la conscience de ses responsabilités, le besoin d'action, le souci d'efficacité sont autant de qualités nécessaires à ces emplois. » Au long de son histoire l'école a eu 3 missions :
1. de formation en médecine tropicale, de médecins et de pharmaciens, ensuite étendue aux infirmiers et techniciens de laboratoire, militaires et civils.
2. de recherche sur les maladies tropicales (paludisme, méningite cérébro-spinale et arboviroses) d'une telle importance qu'elle induira le changement de nom de l'établissement en 1954.
3. d'expertise dans les crises humanitaires à caractère épidémique (soit dans ses locaux de par les moyens de ses laboratoires, soit interventionnelle en fournissant des expertises de terrain) et de surveillance épidémiologique pour les armées françaises[17].

En 1949, est créée à Paris une « Inspection technique de pathologie tropicale » destinée à conseiller le commandement sur les risques sanitaires pour les troupes déployées sous les tropiques. En 1968, cette inspection est transférée à l'École du Pharo ; c'est alors le sous-directeur de l'école qui assure cette fonction et ceci jusqu'à la suppression de l'inspection en 1981.

## L’enseignement
Au Pharo la formation est organisée autour de programmes par un corps enseignant original qui ne cesse de développer des outils pédagogiques. Les programmes évoluent au fil des époques, mais le stage d’application des médecins et pharmaciens militaires reste tout au long de l’histoire la principale constante avec des adaptations régulières comme l'introduction de nouvelles disciplines comme la psychiatrie en 1928, l'ophtalmologie en 1934, la stomatologie et la radiologie en 1935. De même qu'il évolue dans sa durée qui fluctuera entre 4 et 8 mois. Le stage d’initiation à la médecine tropicale pour les médecins volontaires du service national représente deux sessions annuelles de huit semaines. La formation continue des médecins militaires se fait sous la forme de stages de spécialisation permettant de préparer les concours du SSA avec une co-tutelle entre le Pharo et l’hôpital militaire de Marseille (hôpital Michel-Lévy jusqu’en 1963, puis hôpital Laveran).
Ce sont encore des stages cours de formation continue pour praticiens militaires organisés en une ou plusieurs sessions annuelles en fonction des priorités sanitaires en zone tropicale (dont le premier est peut-être le cours francophone de nutrition créé en 1952) et dans les forces (stage de lutte antipaludique, stage consacré à la prévention des infections sexuellement transmissibles et au sida, gestes techniques de réanimation de l’avant, initiation à l’entomologie médicale, perfectionnement à la vidéo-chirurgie, aspects de la médecine en opérations extérieures, etc.) et enfin en 2005 pas moins de 7 formations diplômantes organisées avec la faculté de médecine de Marseille.
Certains de ces stages de formation continue sont ouverts aux praticiens civils comme la formation à la chirurgie de la lèpre (cf. encadré). Les outils pédagogiques originaux sont constitués par les enseignements pratiques des gestes chirurgicaux et de réanimation réalisés in vivo et dès 1963 par l’intégration de tous les moyens possibles d’enseignement à distance qui permettent aux praticiens en poste isolé de préparer tous les concours professionnels du SSA, en 1983 ce sont pas moins de 417 séances de préparation enregistrées qui sont ainsi disponibles et diffusées. Le corps enseignant est constitué par les professeurs agrégés du Pharo et leurs confrères spécialistes qui sont renouvelés en moyenne tous les 5 ans alternant les sėjours marseillais et ceux sous les tropiques, faisant du Pharo une véritable plaque tournante d’un compagnonnage vivant et complice.

### Diplômes, attestations et brevets

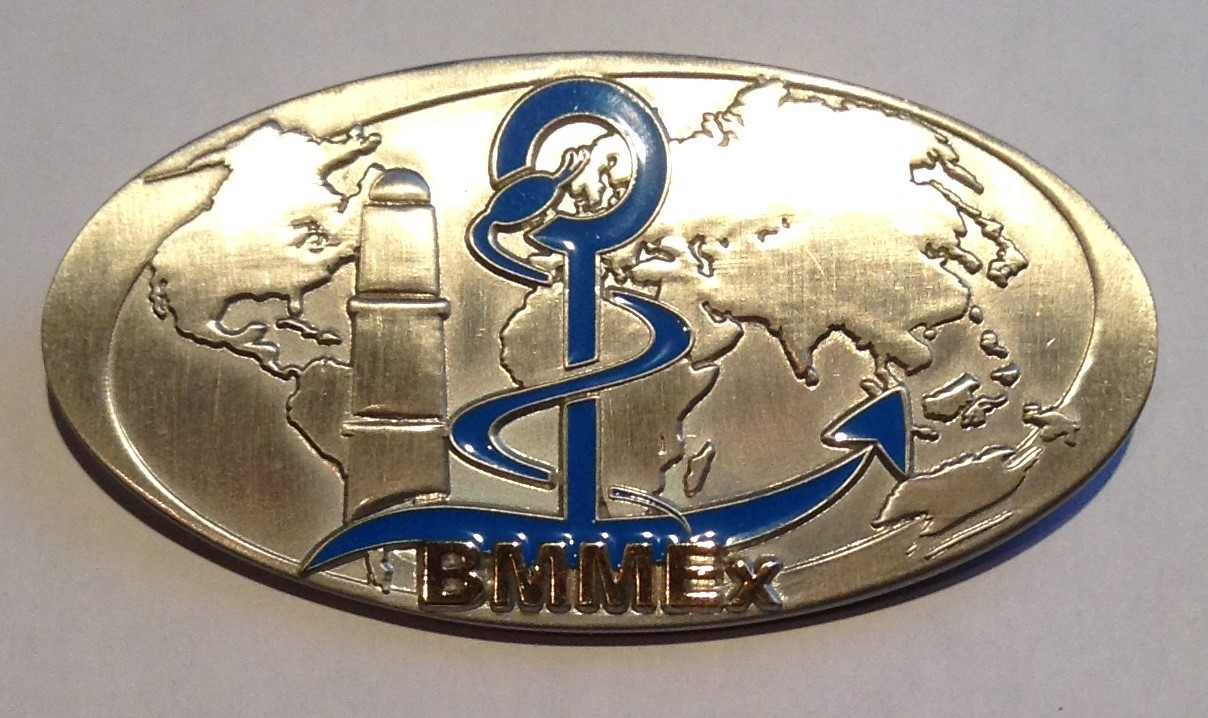
Insigne du brevet de médecine des missions extérieures, dernier diplôme délivré par l'École du Pharo.

À sa création et pendant longtemps l'école ne délivre pas de diplôme au sens commun du terme. Les élèves étant initialement tous des militaires français, affectés à l'école pour y suivre un stage d'application voulu par leur employeur, ne reçoivent pas de parchemin et seule la mention de leur stage est faite dans leur dossier militaire. L'ouverture de l'école à de nombreux militaires étrangers et à encore plus de praticiens civils, mais aussi l'évolution des usages universitaires amène l'école à émettre des brevets et attestations de formation mais aussi à rechercher la validation de ses formations par l'Université. De plus l'école répond aux exigences du ministère des colonies, en créant des formations spécifiques aux besoins de développement des cadres de santé, militaires et civils, dans les colonies. C'est ainsi que le premier cours francophone de nutrition, recommandé par la première conférence inter-africaine sur l'alimentation et la nutrition, tenue à Dschang (Cameroun) en 1949, est conçu, organisé et réitéré au Pharo entre 1952 et 1955 sous la direction du Pharmacien colonel Autret avant d'être ensuite exporté en Afrique,.
Par ailleurs l'Université recourant de plus en plus souvent à des enseignants militaires pour constituer ses équipes pédagogiques, des validations universitaires des enseignements délivrés au Pharo sont obtenues.
C'est ainsi que sont ouverts à partir de 1961 des stages brevetant pour les techniciens de laboratoire, manipulateurs radio et aide-anesthésistes, puis à partir de 1966, deux stages annuels initialement de six semaines destinés aux jeunes médecins VSNA désirant servir au titre du ministère de la coopération. En 1976, sont inaugurés les stages destinés aux VSNA dépendant du ministère des Affaires Étrangères allant servir au Maghreb. L’enseignement proposé est un enseignement post-universitaire adapté aux pays dans lesquels ils sont affectés. Par ailleurs, des stagiaires militaires étrangers issus des pays africains viennent suivre l’enseignement de médecine tropicale ou un enseignement de spécialités en partenariat avec et à l’Hôpital d'instruction des armées Laveran. Beaucoup postulent pour la préparation des concours du service de santé militaire et les premiers professeurs agrégés, à titre étranger, sont nommés en 1979, près d'une douzaine seront titrés,.
Les rapports avec le monde universitaire se développent et le corps enseignant du Pharo participe activement à l’enseignement de l'UER de médecine tropicale de Marseille, enseignement qui a lieu soit à la faculté soit à l'École du Pharo dont les stagiaires valident le diplôme universitaire de médecine tropicale de la faculté de Marseille. Les professeurs du Pharo délivrent également leur enseignement dans d'autres facultés : Bordeaux, Lyon, Toulouse et Paris. En 1997, l'École du Pharo participe activement à la création à Lyon, à l'initiative du Docteur Charles Mérieux, du Centre européen de santé humanitaire, auquel l'École du Pharo a fourni tous ses directeurs successifs.
Les priorités de santé publique des armées, exigent des programmes de contrôle adaptés qui comportent tous un volet de formation des médecins généralistes servant dans les forces. L'école développe des formations continues courtes mais répétées en paludologie, ou de lutte contre les infections sexuellement transmissibles et le Sida, en réanimation de l’avant.
Une coopération des instituts européens de médecine tropicale amène la création du cours européen d'épidémiologie tropicale auquel l'école participe activement et dont elle accueille en 1986 une session.

## Centre de recherche
L'évolution des connaissances fait apparaître dès 1936 le besoin de laboratoires de recherche. Une lettre ministérielle du 16 septembre 1947 prescrit la création d'un « centre de recherche et de documentation de Médecine tropicale ». Celui-ci est finalement créé en 1953 par le médecin général Raynal ce qui engendre le changement de dénomination de l'école en 1954. À ses débuts, le centre de recherche du Pharo a orienté ses travaux dans quatre directions principales :
1. Dès 1955[PP 10], le premier programme de recherche, dirigé par le pharmacien commandant Busson, est orienté vers la biochimie de la nutrition (analyse des plantes alimentaires de l'ouest africain)[ED 16].
2. Puis vient le programme de recherche sur la trypanosomiase expérimentale, avec Gallais.
3. En 1963, c'est la création de l'unité de bactériologie et d'épidémiologie de la méningite cérébro-spinale, par Léon Lapeyssonnie qui accueille dès 1964 le Centre collaborateur O.M.S. de référence et de recherche pour les méningocoques. Ce centre est la référence pour les laboratoires africains participant à la surveillance renforcée des méningites[ED 17],[24].
4. Et enfin l'ouverture, par Jean Nicoli, du centre de biologie moléculaire avec une unité de biochimie structurale des antigènes vaccinant et de biologie moléculaire du développement viral[MT 3].

Par la suite les laboratoires vont faire évoluer leurs axes de recherches en fonction des priorités de santé en zone tropicale et des besoins de défense en matière de risque biologique.
Ainsi à la suite des épidémies d'encéphalites humaines et équines déplorées en Camargue en 1963, Nicoli oriente son unité de recherche vers la virologie appliquée aux arbovirus. Il l'équipe d'un laboratoire de niveau de sécurité 3. Successivement impliquée dans la recherche sur la dengue, la fièvre de la vallée du Rift, le virus chikungunya, elle développe une forte activité de diagnostic pour répondre aux besoins des armées très exposées en zone tropicale et devient en 2012 le Centre national de référence - Arbovirus.
En 1977, le corps des vétérinaires biologistes des armées est rattaché au Service de santé des armées ce qui entraîne la création au sein de l'École du Pharo de la Section vétérinaire d'étude et de recherche en physiologie et pathologie animale (SVERPPA). En novembre 1979, les laboratoires de recherche sont restructurés en un Centre d'étude et de recherche en médecine tropicale. En 1980, devant la montée du risque lié au paludisme dans les forces françaises projetées en Afrique, conséquence de l'apparition des résistances du parasite aux traitements préventifs disponibles, le centre créé un important laboratoire de recherche consacré aux Plasmodium, organisé en deux unités. L'une plus orientée vers la physiologie et la pharmacologie du parasite, devient laboratoire associé au Centre national de référence - Paludisme en 2007. L'autre s'oriente plus vers l'épidémiologie parasitaire, les marqueurs moléculaires et l'activité in vitro des antipaludiques.
En 60 ans de recherches l’École du Pharo a obtenu des avancées scientifiques importantes dans ses domaines de prédilection.

### Avancée en recherche nutritionnelle
Cet axe de recherche, le premier développé à l'École du Pharo dans son laboratoire de recherches biochimiques, répond à une injonction ancienne du ministère des Colonies (circulaire du 4 avril 1925), demandant aux médecins et pharmaciens du Service de santé des troupes coloniales d'étudier les problèmes d'hygiène alimentaire des populations indigènes,. L'objectif poursuivi est de collecter les plantes traditionnellement utilisées en Afrique pour l'alimentation, d'en établir l'exacte détermination d'espèce puis de définir pour la partie comestible la composition biochimique et particulièrement protéique de chacune. Félix-François Busson, pionnier de la chromatographie, y consacre sa carrière qu'il clôture par une soutenance de thèse en 1965 et la parution d'un ouvrage encyclopédique.
Il a ainsi, par exemple, démontré que le fonio (Digitaria exilic), graminée de la savane soudanaise a des propriétés nutritionnelles remarquables (richesse en méthionine) que l'on ne retrouve dans aucune autre graminée. Il a aussi étudié le niébé (Vigna unguiculata), voisin du haricot, mais dont les propriétés culturales et l'aptitude à satisfaire les besoins alimentaires de l'homme, sont bien supérieures au haricot. Busson s'attache tout autant à décrire les qualités nutritionnelles des plantes africaines qu'à démontrer la capacité des populations à identifier celles qui sont les plus performantes pour elles, faisant ainsi une œuvre d'ethnobotaniste.

### Avancée dans la connaissance des méningites bactériennes

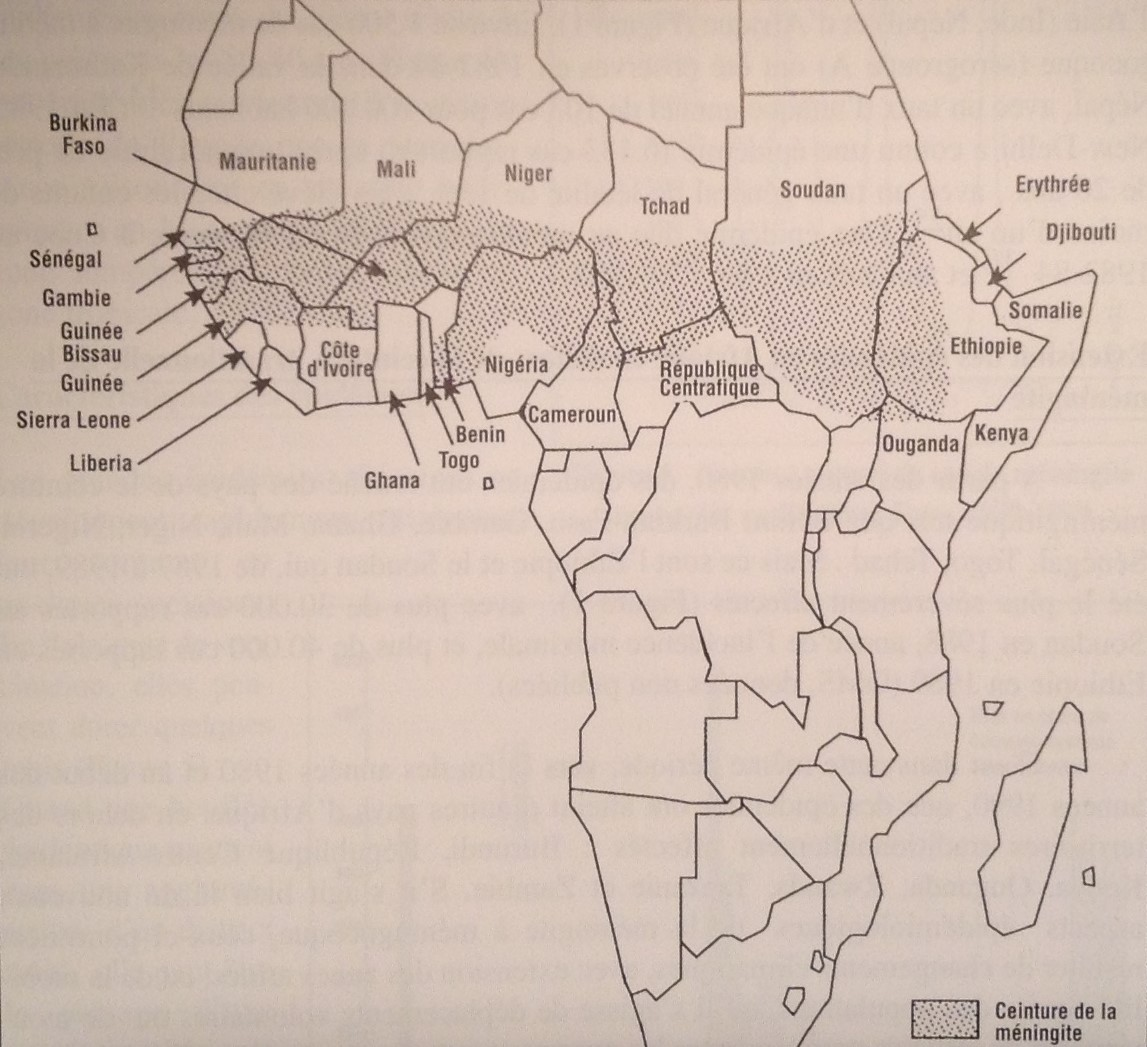
Carte montrant les limites de la ceinture africaine de la méningite décrite par Lapeyssonnie en 1963.

Dès la création du laboratoire, Léon Lapeyssonnie publie son étude princeps dans laquelle il décrit pour la première fois les limites de l'aire d'expansion des épidémies de méningite cérébro-spinale en Afrique intertropicale. Cette aire est délimitée selon un critère climatique et non strictement géographique, l'isohyète. C'est en effet entre les isohyètes 300 mm et 1 100 mm que sévissent les épidémies qui ravagent l'Afrique.
Cette bande qui ceinture l'Afrique porte depuis le nom de ceinture de la méningite de Lapeyssonnie.
Pendant 50 ans ce laboratoire a traqué les méningocoques sur les cinq continents, et tout particulièrement en Afrique, permettant de mieux comprendre l'évolution de l'épidémiologie de cette maladie en fonction de la variabilité extrême de la bactérie, de sa sensibilité aux antibiotiques et en proposant des moyens diagnostics adaptés.

### Avancée de la recherche en virologie
L'émergence mondiale dans les années 2000, de la fièvre à virus Chikungunya illustre les apports de la recherche clinique et virologique menée conjointement par le centre de recherche de l'École du Pharo et les services de l'Hôpital d'instruction des armées Laveran : détection en Afrique d'un nouveau lignage de virus chikungunya, développement de nouveaux outils pour le diagnostic et production d’antigènes pour ceux-ci, détection de l'émergence du virus en Amérique, description de nouveaux aspects cliniques et paracliniques de la maladie,, première détection du virus dans la cornée avec son implication sur la politique de greffes de cornées en France.

### Avancée en recherche sur le paludisme
L'apparition et l'extension dans les années 1980, de résistances des parasites qui sont les agents du paludisme, aux molécules utilisées tant en prophylaxie que dans le traitement des malades amène les armées françaises et nord-américaines à mettre en place des programmes de recherches visant une meilleure connaissance des parasites et des moyens de lutte,. Deux stratégies de prophylaxie médicamenteuse successives sont mises au point par les chercheurs de l'école. D'abord l'association de chloroquine et de proguanil utilisée dès 1990, puis l'emploi du monohydrate de doxycycline au tournant des années 2000. Chaque nouvelle molécule employée provoquant à son tour le développement de stratégies de résistance de la part des parasites, les chercheurs du Pharo ont aussi découvert l'apparition des diminutions de sensibilité à la doxycycline,.

## Santé publique et épidémiologie
L'école a toujours eu une mission dans l'enseignement des actions de santé publique. Un exemple connu est celui d'Eugène Jamot qui appartient à la première promotion de l'école. Très vite celui-ci comprend qu'on ne peut satisfaire les besoins de populations rurales entières avec les seuls moyens disponibles. Au Cameroun, face à l'épidémie de maladie du sommeil, il va développer une méthode de lutte spécifique, mobile, systématique qui va vite être le modèle de l'action de santé publique pour plusieurs générations de médecins issus de l'École du Pharo.

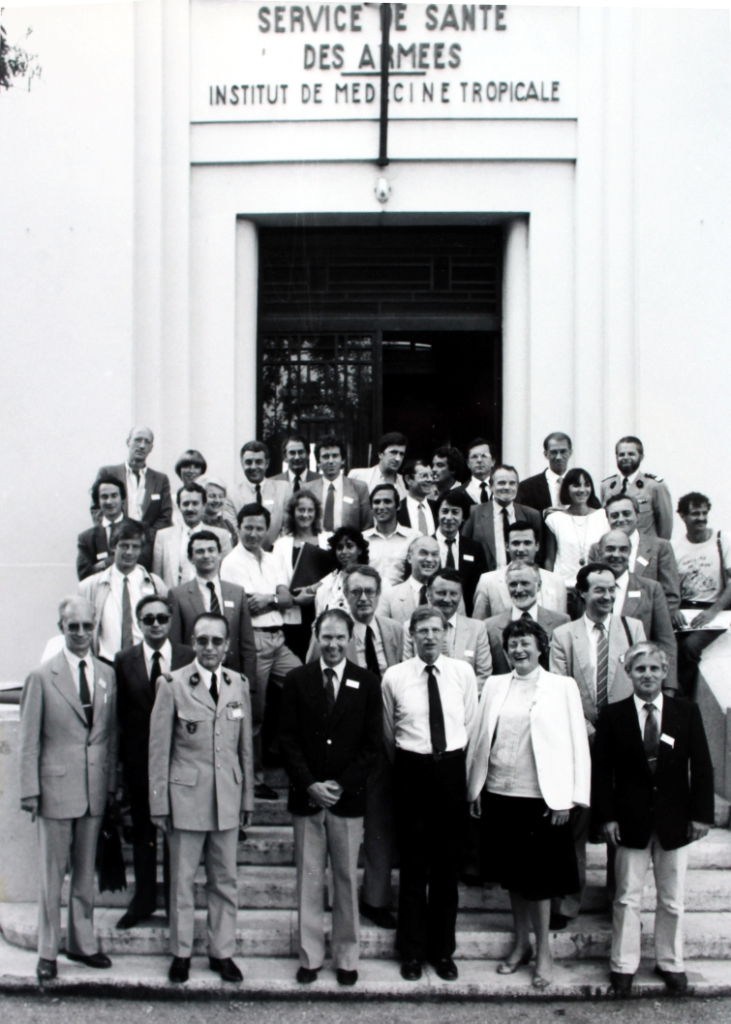
Premières journées de santé des collectivités organisées en 1983 au Pharo.

La méthode Jamot a été autant reproduite ailleurs et étendue à l'ensemble des grandes endémies africaines qu'elle a été critiquée,,. Pour autant elle reste un des plus anciens exemples de programme de santé publique appliqué aux populations africaines colonisées et encore dans les décennies suivant la décolonisation.
Les médecins coloniaux ont vu leur compétence reconnue grâce à une filière professionnelle dite « spécialité de lutte contre les grandes endémies » dont l'intitulé même montre qu'elle concerne les populations civiles, notamment en contexte africain. En 1981, cet enseignement est confié à Claude Gateff qui le refond en y introduisant d'une part la formation à la méthodologie statistique indispensable au choix de priorités de santé et à l'évaluation des programmes, et d'autre part la formation à l'élaboration et la conduite de programme de santé publique.
La création en France d'un diplôme d'études spécialisées en Santé publique et médecine sociale en 1985, ouvert aux médecins militaires comme civils, entraîne la suppression de la spécialité de lutte contre les grandes endémies dont les derniers spécialistes sont nommés en 1990. Dès lors, l'École du Pharo forme la quasi-totalité des spécialistes militaires de santé publique. La création au sein de l'école d'un service de médecine des collectivités et d'une chaire d'enseignement homonyme, donne un support à cet encadrement et permet d'entretenir une équipe d'experts qui vont progressivement réorienter leurs programmes de santé publique des populations africaines vers les populations militaires françaises.
En 2003, le service devient un département d'épidémiologie et de santé publique. Il coordonne l'ensemble de la surveillance épidémiologique au sein des forces armées déployées hors de métropole et dans le sud de la France ; il développe le concept de veille sanitaire de défense afin de proposer une alerte de tous les phénomènes pouvant être source de risque pour les forces armées où qu'elles se trouvent. Il conduit de plus des recherches épidémiologiques et cliniques sur les moyens de prévention utiles aux armées et développe enfin une compétence en entomologie médicale. En 2005, la chaire de médecine des collectivités devient la chaire d'épidémiologie et prévention appliquée aux armées de l'École du Val-de-Grâce. En 2011, en vue de la fermeture de l'École du Pharo, est créé à Marseille le Centre d'épidémiologie et de santé publique des armées qui reprend l'ensemble des activités de cette spécialité dans les armées.

### La lutte contre les épidémies et la Bioforce militaire
Il s'agit de répondre aux demandes extérieures d'expertises, françaises ou étrangères, militaires ou non, par exemple lors de situations de crises épidémiques. L'école est alors en mesure de fournir tout ou partie d'une équipe d'intervention pouvant investiguer une épidémie pour en comprendre les causes, proposer des mesures de contrôle, mettre en œuvre lorsque cela est possible une campagne de vaccinations.
Le laboratoire du méningocoque, créé par Léon Lapeyssonnie, maintient une équipe prête en permanence à intervenir pour aller vacciner une collectivité, militaire ou non, au sein de laquelle est signalée un cas de méningite à méningocoque.
En 1983, les ministères français de la défense, des relations extérieures, de la coopération, l'Institut Mérieux et la société Pasteur Production signent une convention à l'instigation du Docteur Charles Mérieux créant une Bioforce militaire. Cette structure permet de mobiliser sous très court préavis une équipe d'investigation et de contrôle face à des émergences de maladies à fort potentiel épidémique comme les méningites à méningocoques, la rougeole, la fièvre jaune, le choléra, etc. Lorsque cela est requis la Bioforce, approvisionnée par les partenaires industriels de la convention initiale, pilote la mise en œuvre d'une campagne de vaccination. Entre 1985 et 1999, ce sont 26 missions de la Bioforce militaire qui sont ainsi réalisées en Afrique, en Amérique latine et dans les Balkans par le personnel de l'école,.

## Centre de documentation
Le centre de documentation de l'école regroupe une bibliothèque, la cellule de communication de l'école très impliquée dans l'organisation des congrès et colloques, et la rédaction de la revue Médecine tropicale.

### Bibliothèque
La bibliothèque réunit plus de 20 000 ouvrages anciens et récents constitutifs du savoir actuel et passé sur la médecine exotique et tropicale. Elle conserve et valorise de plus les archives de l'École du Pharo dont un fond iconographique de plus de 10 000 clichés illustrant la pratique de la médecine en milieu tropical. En 2013, les archives historiques ont été transférées au Service historique de la défense (à Toulon).
Le fond d’ouvrage et de périodiques a été transféré à la Bibliothèque centrale du Service de santé des armées (Val-de-Grâce, Paris). Une partie des fonds photographiques, présentés sous forme d’albums thématiques, et les fonds muséaux ont été transférés au Musée du service de santé des armées (Val-de-Grâce, Paris).

### Publications

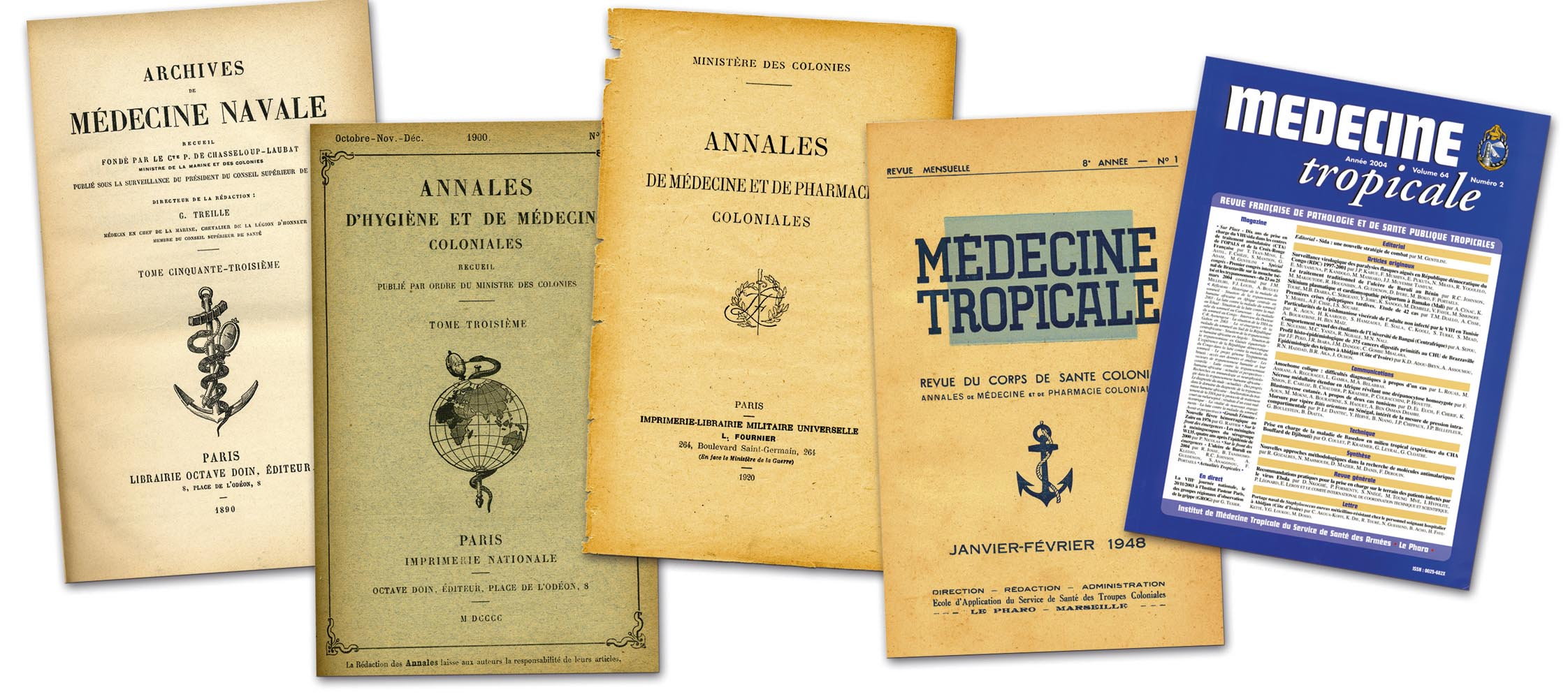
Des Archives de médecine navale à Médecine tropicale, généalogie d'une revue médicale.

#### Revue scientifique et médicale
L'École du Pharo a créé en 1941 une revue consacrée aux domaines de la médecine tropicale, exotique et disciplines connexes. Cette revue a pris le nom de Médecine tropicale  (ISSN 0025-682X) et a été régulièrement publiée jusqu'en 2012. Médecine tropicale est l'héritière d'une série de quatre revues qui se sont succédé depuis le XIXe siècle :
- Archives de Médecine navale de 1864 à 1889 ;
- Archives de Médecine navale et coloniale de 1890 à 1896 ;
- Annales d'Hygiène et de Médecine coloniales de 1898 à 1914 ;
- Annales de Médecine et de Pharmacie coloniales de 1920 à 1940.

Médecine tropicale était éditée à raison de 4 numéros à parution trimestrielle, un numéro thématique et un supplément (consacré aux actes des Actualités du Pharo). En 2012 et en prévision de la fermeture de l'École du Pharo, un protocole de partenariat avec l'Agence universitaire de la Francophonie éditrice des Cahiers Santé et la société John Libbey EUROTEXT, a conduit à la fusion des deux périodiques dans la revue Médecine et Santé tropicales  (ISSN 2261-3684) qui parait depuis au rythme trimestriel.

#### Collection des Agrégés du Pharo
L'expérience éminemment concrète des enseignements délivrés au Pharo, et la demande d'un contingent croissant de stagiaires dans les années 1970 et 1980, a amené le collège professoral de l'école à réunir les aspects les plus pratiques, et parfois les moins académiques, des enseignements dans une collection d'ouvrages signés collectivement par les « Agrégés du Pharo ». Sont ainsi successivement parus Thérapeutiques en médecine tropicale en 1980, Techniques élémentaires pour médecin en poste isolé : techniques chirurgicales en 1981, Techniques élémentaires pour médecin en poste isolé : techniques de laboratoires en 1981, et enfin Méthodes statistiques de base pour médecins isolés en 1989.

#### Autres publications
En nom collectif ou individuellement, les enseignants du Pharo n'ont cessé de publier des ouvrages scientifiques ou historiques depuis le Traité de pathologie exotique, clinique et thérapeutique de son premier directeur Albert Clarac édité à partir de 1909 en collaboration avec Charles Grall jusqu'à Peau noire, dermatologie des peaux génétiquement pigmentées et des maladies exotiques du professeur Jean-Jacques Morand, en passant par Cas cliniques en médecine tropicale des professeurs Pierre Aubry et Jean-Étienne Touze, de la chaire de Médecine tropicale de l'école.

### Congrès, conférences, séminaires

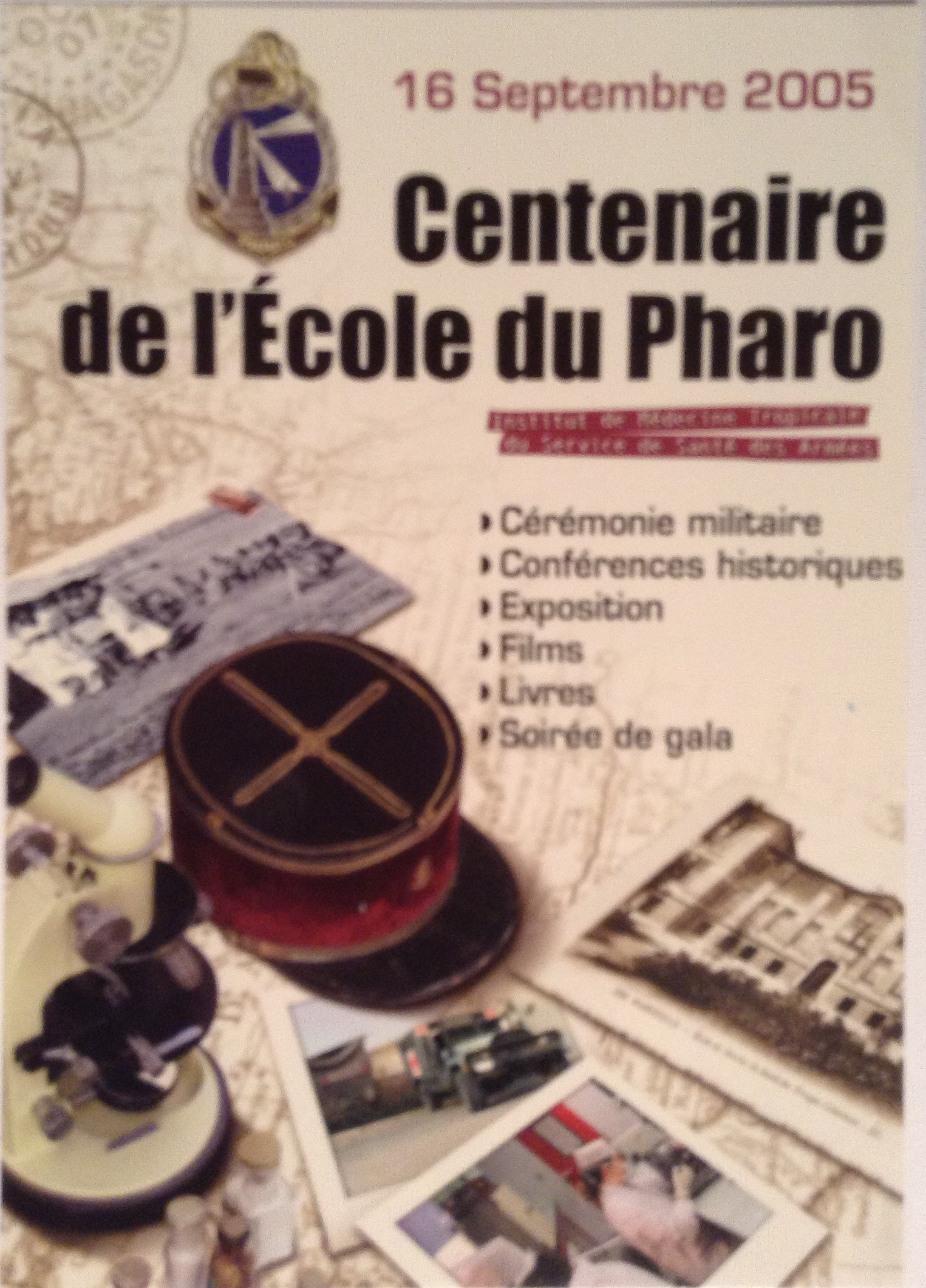
En septembre 2005, l'École du Pharo accueille pour son centenaire le congrès mondial de médecine tropicale.

Tout au long de son existence l'école a organisé de nombreuses réunions scientifiques dans ses murs ou hors les murs. Le premier congrès d'importance qui touche l'école est celui consacré au paludisme à Alger en 1930, outre sa participation, l'école est sur le passage des délégations européennes qui se rendent en Algérie, toutes font haltes au Pharo, venant de France, d'Allemagne, des Pays-Bas, de Belgique, d'Inde, de la Société des Nations, etc..
Après la Seconde guerre mondiale et alors qu'elle s'appelait encore École d'application, elle fut le siège de nombreux colloques, séminaires, congrès, dont en 1952 et 1955 le Cours international de formation des nutritionnistes pour l'Afrique sub-saharienne, en 1969 la réunion internationale sur l'immuno-biochimie des méningocoques, en 1983 avec l'Organisation mondiale de la santé la conférence internationale sur la méningite cérébro-spinale, puis le séminaire d'information sur le choléra, le congrès des léprologues de langue française, etc..
En partenariat avec l'hôpital d'instruction des armées Laveran, l'École du Pharo organise depuis 1994, chaque année, un congrès scientifique international francophone de médecine tropicale intitulé les Actualités du Pharo réunissant en moyenne chaque année 300 participants,.
Cette manifestation a pris un aspect tout particulier en 2005, année du centenaire de l'École du Pharo. À cette occasion, les Actualités du Pharo étaient jumelées aux congrès de la fédération européenne des sociétés de médecine tropicale et santé internationale et de la fédération internationale pour la médecine tropicale, réunissant plus de 1 000 congressistes. C'est dans ce cadre que le 16 septembre 2005, l’École du Pharo a célébré son centenaire.
Depuis le retour de la France dans le commandement intégré de l'OTAN, les spécialistes de l'École du Pharo ont été amenés à prendre des responsabilités dans des groupes de travail interallié et à organiser des séminaires au Pharo.

## Le Pharo, matrice des services de santé publique
Si l'École du service de santé de la marine à Bordeaux fut la colonne vertébrale du Service de santé colonial, l'École du Pharo à Marseille, en a été le cerveau et le cœur. Pendant plus de 50 ans la plupart des élèves français issus de l’École du Pharo praticiens et militaires, ont été détachés pour tenir des emplois civils en dehors du cadre des armées.
Ces élèves ont créé et développé un remarquable système de santé publique dans la plupart des territoires. En effet, pour la France colonisatrice, qui se veut une et indivisible, les populations colonisées ont en matière de santé les mêmes droits que les français de métropole et doivent avoir le même accès aux soins. Ils sont affectés à l’Assistance médicale indigène (AMI), créée en 1899 par Alexandre Lasnet à Madagascar, puis étendue à tout l’empire colonial.
Dans les faits se met en place un véritable système humanitaire vertical, supposé offrir aux populations le même accès aux soins qu'en France à travers un réseau d’établissements de soins, d'école de formation et de centre de recherches dans toutes les colonies.. Cet ambitieux projet met à contribution les médecins militaires issus du Pharo bien au-delà de leurs capacités initiales de cliniciens.
Leur action se développe en dehors de la délivrance de soins, selon quatre axes : former, mailler, chercher, contrôler,. À savoir enseigner dans des écoles qu'il faut aussi gérer, et parfois créer, où sont formés des personnels médicaux et paramédicaux locaux. Les plus anciens de ces établissements sont antérieurs à l'École du Pharo comme les écoles de médecine de Pondichéry, de Tananarive, de Hanoï ou de Dakar quand d'autres naissent plus tardivement comme les écoles de médecine de Phnom Penh ou Vientiane, les écoles d'infirmiers d'Ayos ou Bobo-Dioulasso, etc.. Partout les médecins issus du Pharo fournissent les cadres enseignants et dirigeants. Il faut ensuite réaliser un véritable maillage de formations hospitalières et sanitaires ; ouvrir des instituts Pasteur d'outre-mer destinés à développer une recherche locale ; et contrôler les grandes endémies tropicales.
L'AMI, issue de la volonté politique, organisée de façon verticale dans chaque colonie, est par essence constituée de structures fixes ; elle va rapidement entrer en concurrence avec les programmes mobiles encore plus verticaux consacrés au contrôle de telle ou telle maladie endémique ou épidémique, constitués sur le modèle de la lutte contre la trypanosomiase inventé par Eugène Jamot.
Avec la décolonisation, l’action sanitaire française passe dorénavant par la « Coopération ». Les médecins issus du Pharo vont y jouer un rôle essentiel pour assurer la transition, préserver les acquis, former encore plus de professionnels locaux. Une coopération inter-états s’impose devant les dangers des maladies endémiques, c'est l'occasion pour Pierre Richet et René Labusquière de procéder au lancement de l'Organisation de coopération et de coordination pour la lutte contre les grandes endémies en Afrique de l'Ouest et de l'Organisation de coordination et de coopération pour la lutte contre les grandes endémies en Afrique Centrale.

## Hommages, distinctions et traditions
L'École du Pharo a reçu au long de son existence de nombreux témoignages d'estime, d'admiration et de reconnaissance dont elle a conservé le souvenir dans sa salle d'honneur.

### Hommages

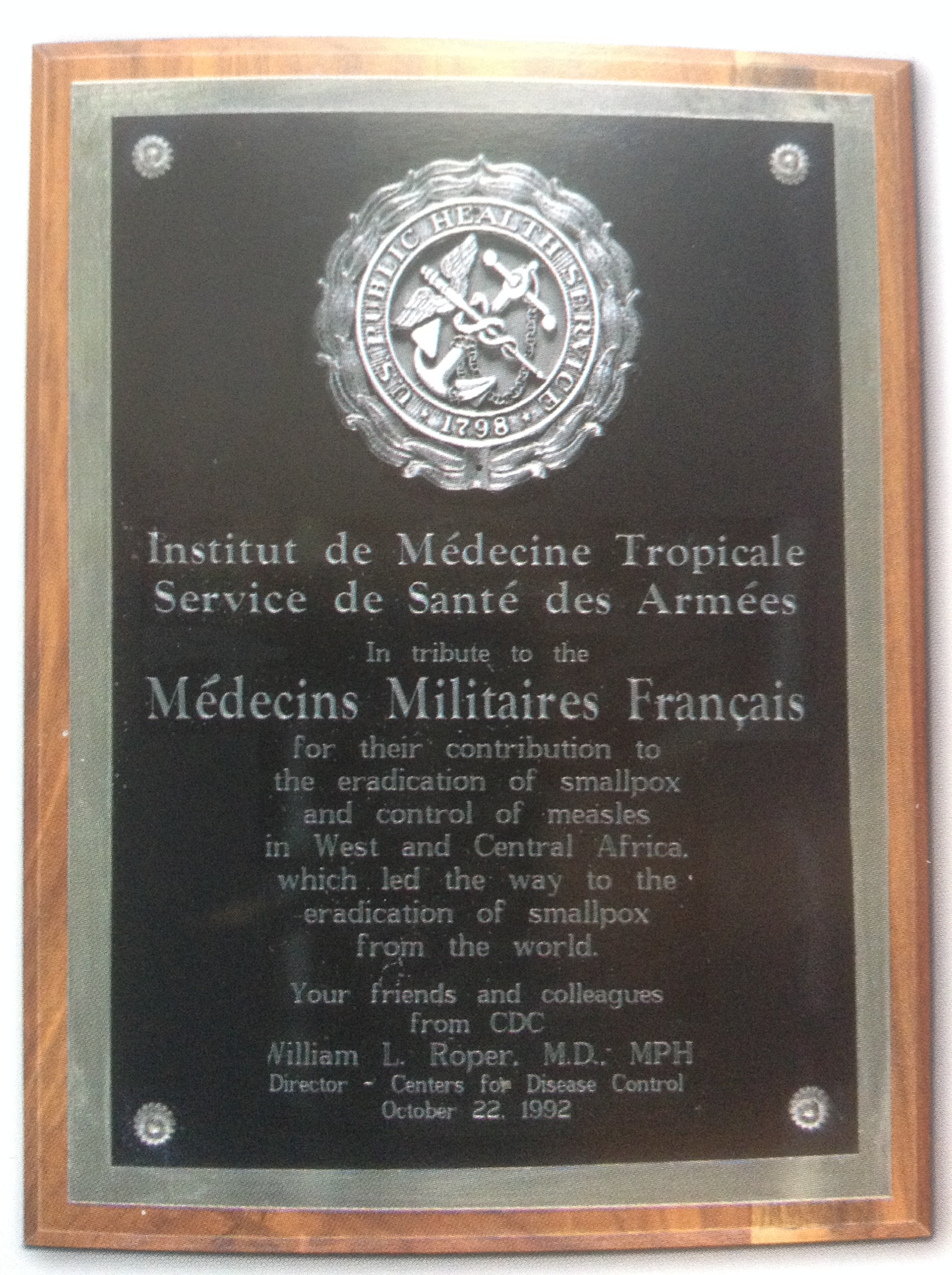
L'hommage des Centers for diseases controll d'Atlanta (États-Unis) à l'œuvre des médecins militaires français issus de l'École du Pharo.

Ainsi de Félix Houphouët-Boigny, président de la République de Côte d'Ivoire, lors de l'inauguration à Marseille le 29 juin 1978 de l'hôpital qui porte son nom : « Je garde une indéfectible reconnaissance à l'École de médecine de Dakar — dont il était ancien élève — et à ses maîtres qui étaient comme vous, Messieurs, que je vois groupés autour du médecin général inspecteur, directeur de l'institut de médecine tropicale du Pharo, des officiers de ce Service de santé outre-mer, qui ont œuvré avec tant de courage et de dévouement au service des populations d'Afrique noire. Ils nous ont formés à nos responsabilités dans la rigueur et la discipline. Leur enseignement pratique nous a rendu capables de prendre seuls nos responsabilités devant les situations les plus diverses. C'est la raison pour laquelle, après bien des années, dans cette ville qui fut le berceau de leur formation, je tiens à rendre aux jeunes médecins du Service de santé outre-mer un particulier hommage, qui les associe à leurs anciens... »

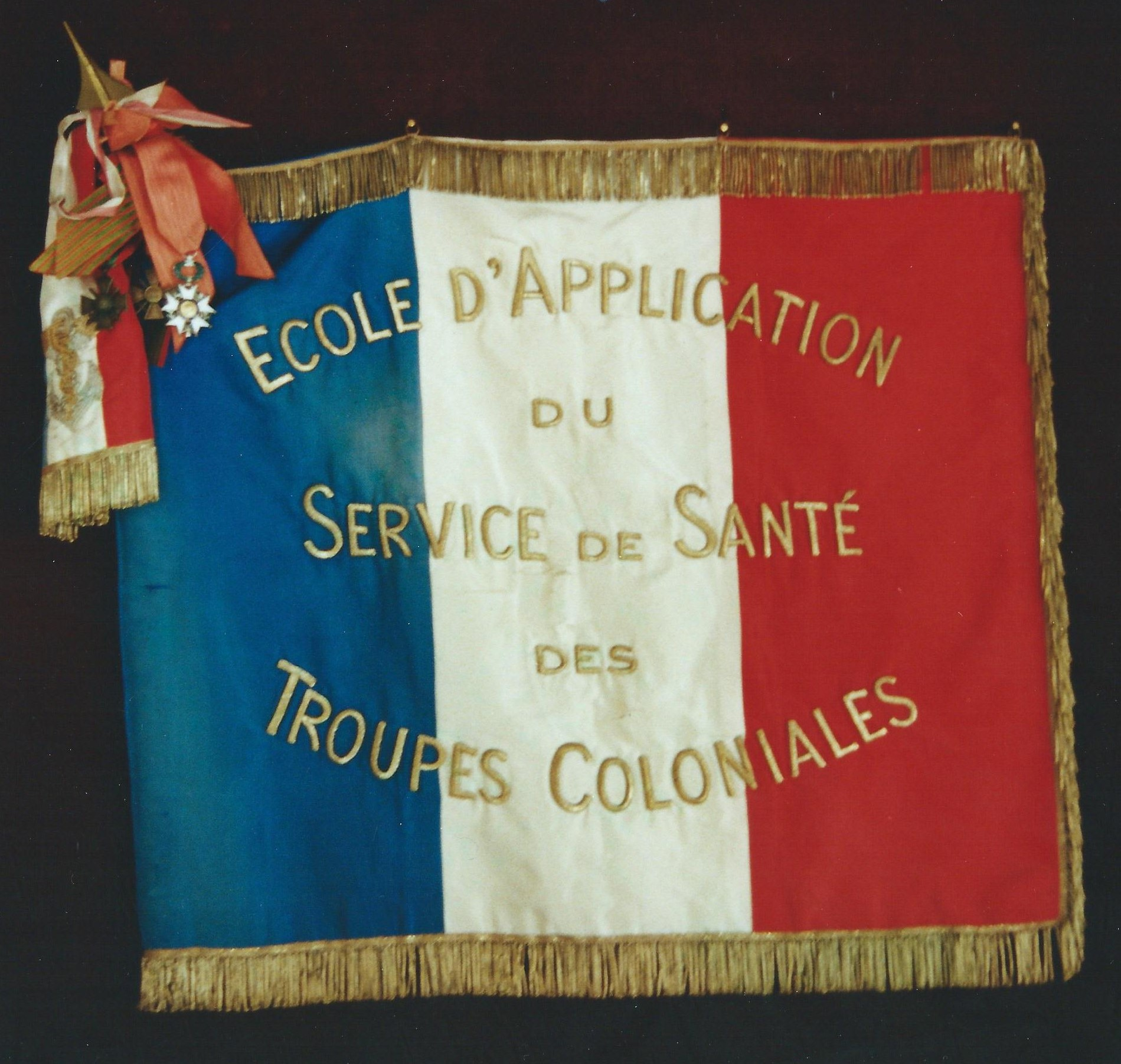
Drapeau de l'École d'application du service de santé des troupes coloniales, avec croix de chevalier de la Légion d'honneur et croix de guerre.

En 1985 le Professeur François Jacob, Prix Nobel de médecine, compagnon de la Libération, témoigne : « Les Écoles de Bordeaux, de Lyon et du Pharo ont réussi à créer un type de médecin nouveau : un médecin compétent, habitué à travailler dans des conditions très dures, dans la brousse souvent, sans mesurer ni ses efforts ni sa peine... Je ne suis pas sûr que la France mesure l’importance de l’outil de travail qui lui a ainsi été donné. Beaucoup d’hommes doivent beaucoup à ces médecins formés par les Écoles de Bordeaux, Lyon et du Pharo. »
Le 22 octobre 1992 ce sont les médecins des Centers for Disease Control (Atlanta, Géorgie, États-Unis) qui viennent rendre un hommage appuyé aux médecins militaires français ayant participé en Afrique tropicale au programme mondial d'éradication de la variole. À cette occasion le Docteur William L Roper, directeur des Centers for Disease Control remet à l'école une plaque commémorative. Dans son allocution intitulée « Hommage à des héros » le Docteur J Donald Millar, ancien responsable du programme d'éradication de la variole en Afrique, dit : « Nous sommes venus ici aujourd'hui pour dire officiellement et personnellement, au peuple de France et aux médecins militaires « merci » pour cette contribution à l'histoire de l'humanité. Par la même nous voulons honorer tous les médecins militaires et plus spécialement la mémoire de deux figures exemplaires, le Médecin général inspecteur Pierre Richet et le Médecin général René Labusquière. Ils étaient les piliers de notre force en Afrique. »

### Distinctions
L'École d'application du service de santé des troupes coloniales est citée à l'Ordre de l'Armée le 17 janvier 1927 pour son enseignement qui a su inspirer le culte de la science et l'esprit de sacrifice aux médecins et pharmaciens des troupes coloniales tant dans l'Empire colonial qu'au cours de la Grande guerre. La Croix de guerre 1914-1918 attribuée à cette occasion est remise le 23 mai 1928 par Paul Painlevé ministre de la guerre. Elle est de nouveau citée le 16 mai 1952 pour son action auprès de ses quarante promotions, et en mémoire des plus de deux cents officiers du Corps de santé des troupes coloniales qui ont parachevé leur mission par le sacrifice de leur vie. Cette dernière citation s'accompagne de l'attribution de la Croix de guerre 1939-1945 avec palme et de la Croix de la Légion d'honneur qui seront agrafées au drapeau de l'école par le président René Coty le 24 juin 1955.
 Chevalier de la Légion d'honneur (décret du 16 mai 1952)  Croix de guerre 1914-1918 (décret du 17 janvier 1927)  Croix de guerre 1939-1945 (décret du 16 mai 1952)

### Mémoire et Traditions
L'insigne de tradition de l'école est enregistré sous le numéro d'homologation H341 au recueil général des insignes du Service historique de la défense. L'écu rond émaillé de bleu outre-mer présente la Tour du fanal du Fort Saint-Jean (Marseille), bâtie en 1644 et située en face du parc du Pharo sur l'autre rive du Vieux-Port de Marseille. Elle projette deux rayons, l'un horizontal vers les tropiques lointains, l'autre éclairant la mer et la silhouette d'un voilier évoquant les origines marines du corps de santé des troupes coloniales. L'écu est porté par une ancre de marine d'or autour de laquelle se love le serpent d'Esculape et sur laquelle est gravé « Pharo ».
La Salle d'honneur de l'école, située au rez-de-chaussée du bâtiment de 1932, dite « Salle Jamot », pouvant servir aussi de grande salle de réunion, conservait une réplique du drapeau de l'école, une rétrospective de la lutte contre les grandes endémies africaines, les souvenirs de quelques anciens, les hommages reçus par l'école, tandis que ses portes d'entrée sont encadrées par les plaques de marbre évoquant les officiers du Corps de santé des troupes coloniales Tués à l'ennemi et morts victimes du devoir.
Entre 1892 et 1970, ce sont 84 médecins, 3 pharmaciens et 2 officiers d'administrations du Corps de santé des troupes coloniales (puis troupes de marine) qui sont tués à l'ennemi. Ces pertes sont survenues essentiellement pendant la Première Guerre mondiale (21 morts), la Seconde Guerre mondiale (22 morts), et le conflit indochinois (29 morts) et pour le reste la litanie de morts égrène les théâtres coloniaux : Dahomey, Soudan, Côte d'Ivoire, Algérie, Mauritanie, Tchad et aussi Corée .
Entre 1892 et 1997, ce sont 80 médecins, 5 pharmaciens et 4 officiers d'administrations du Corps de santé des troupes coloniales (puis troupes de marine) qui sont morts victimes du devoir. Ces morts en service, non pas du fait d'actions de guerre (mais parfois dans des opérations de maintien de la paix), l'ont été principalement des suites de maladies contractées en service, parfois auprès de leurs patients (9 fois de fièvre jaune, choléra, peste, typhus, tétanos, trypanosomiase, fièvre typhoïde) et d'accidents dans l'exécution du service (naufrage, noyade) ; parfois de crimes et une fois des suites d'une piqûre anatomique ayant infecté l'opérateur, tandis qu'un médecin a disparu à Saint-Pierre dans l'Éruption de la montagne Pelée en 1902.
La salle de réunion du directeur, située comme son bureau au rez-de-chaussée du bâtiment de 1905, est dénommée du nom du premier d’entre-eux « Salle Clarac ».
Après la fermeture de l'École du Pharo, deux associations entretiennent la mémoire de l'école ; l'Amicale santé navale et d'outre-mer (ASNOM) d'une part et l'Association des anciens et amis du Pharo (Ceux du Pharo) d'autre part.

## Anciens élèves et personnels notoires

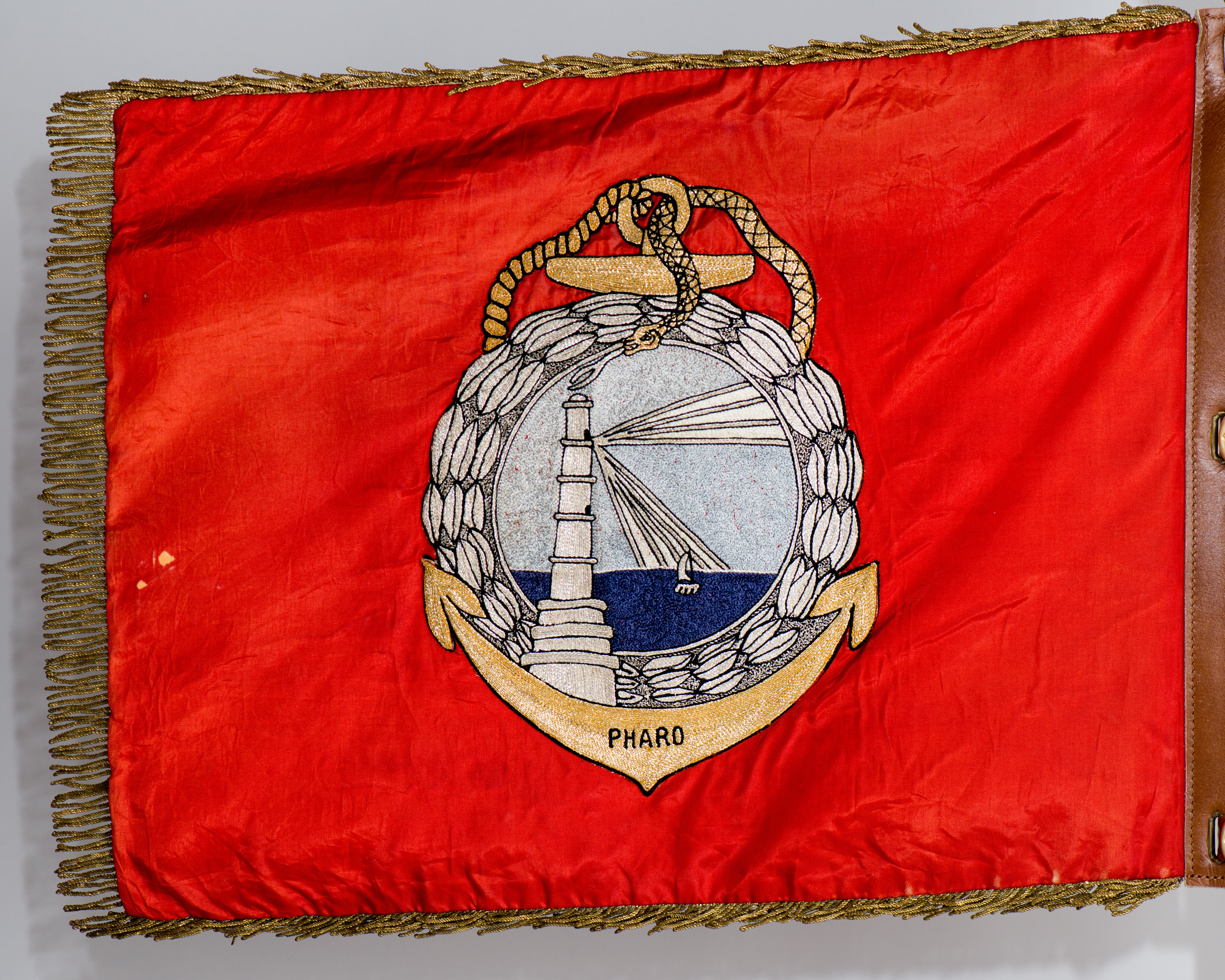
Fanion de l'Institut de médecine tropicale du Service de santé des armées, verso.

Plus de 9 000 médecins, pharmaciens, vétérinaires, infirmiers, laborantins, civils et militaires, français et étrangers ont étudié à l'École du Pharo pendant les 108 années de son existence. Aux rangs des plus prestigieux il convient de citer :
Eugène Jamot, Adolphe Sicé, Gaston Muraz, Georges Girard, Jean Laigret, Marcel Vaucel, Guy Chauliac, François Blanc, Pierre Huard, Pierre Richet, Léon Pales, Jean Languillon, Henri Collomb, René Labusquière, Guy Charmot, Léon Lapeyssonnie, Marc Sankalé, André Dodin, Claude Gateff.
Ses enseignants n'étaient pas toujours d'anciens élèves, en particulier les premiers d'entre-eux, la contribution à la science et à la formation d’Albert Clarac, Paul-Louis Simond et Pierre L'Herminier fut essentielle.
De 1905 à 2013, 12 médecins du corps de santé des troupes coloniales (puis des troupes de marine) ont été membres de l'Académie nationale de médecine dont 7 anciens élèves de l'École du Pharo. Dans la même période 15 médecins du corps ont été membres de l'Académie nationale de chirurgie dont 12 anciens élèves de l'École du Pharo.
À côté des très nombreux élèves qui ont laissé une trace en médecine, en sciences et en organisation de la santé publique, ou dans la médecine de guerre, certains se sont distingués par leur action en politique aux premiers rangs desquels Jean-Baptiste Ouédraogo, président de la république de Haute-Volta en 1982-1983 et Émile de Curton gouverneur des Établissements français de l'Océanie de 1940 à 1941.

### Devenir des élèves, histoire d’une promotion
La première promotion d’élèves de l’École du Pharo en 1907 comporte 42 médecins et 4 pharmaciens. Globalement 41 d'entre eux proviennent de la promotion de 1903 de l'École principale du service de santé de la Marine de Bordeaux qui compte 58 élèves soit 71% d’une promotion formée dans une école de la Marine qui ne servira pas celle-ci. Les cinq autres stagiaires sont des praticiens diplômés fraîchement recrutés ayant tous fait au préalable leur service militaire. Les trois quarts viennent des régions maritimes françaises. Ils ont entre 23 et 30 ans. Ils sont essentiellement issus de milieux modestes (deux fils d’officiers et deux fils de professions libérales seulement) d’ailleurs 24 sont boursiers et 14 déjà orphelins. En sortant de l’école, et après quelques mois dans des régiments coloniaux de métropole, c’est en 1908 leur premier départ : 24 en Afrique noire, 7 à Madagascar, 5 en Guyane et en Indochine, 1 aux Antilles et aux Comores, tandis que 2 médecins ont été mis en disponibilité.
Les jeunes médecins donnaient leurs soins aux militaires de la garnison et assuraient le service de l'Assistance médicale indigène. Dès le premier séjour deux morts sont déplorés, l’un au combat l’autre d'épuisement. D'autres se distinguent déjà et les premières croix de la Légion d’honneur viennent récompenser des actes héroïques ou des conduites scientifiques remarquables. Le premier séjour est très éprouvant et six d’entre eux sont rapatriés sanitaires. Après une affectation en métropole en régiment, permettant de suivre des formations complémentaires vient le temps d’un deuxième séjour outre-mer, parfois dans des territoires plus inattendus (Inde, Chine, Éthiopie, etc.) et des emplois de responsabilité plus importants (poste hospitalier, d’enseignement). Une fois encore les séjours tropicaux altèrent la santé des praticiens dont dix sont rapatriés avant la fin de l’affectation pour raisons sanitaires.
Le deuxième séjour en métropole à partir de 1913, va engager les anciens de la promotion dans la Première Guerre mondiale. Tous y participent sauf deux qui meurent de maladie avant d’avoir rejoint. Ils servent en moyenne 24 mois au front, subissent 8 décès, des blessures et des intoxications aux gaz de combat mais reçoivent 3 Légions d’honneur et 30 citations. Au sortir de la guerre, ils ne sont plus que 33, un quart de la promotion est mort.
Les deux décennies suivantes sont celles des « ouvriers de l’Empire » avec un effectif médical amoindri. Les praticiens de la promotion 1907 sont répartis sur tous les continents, les affectations dans de grandes villes deviennent fréquentes. Une démission, des mises en disponibilité affectent l’effectif mais surtout à partir de 1928, les anciens de l’école de Bordeaux commencent à partir en retraite après 25 ans de service alors qu’ils ont atteint le grade de Médecin commandant. En 1928, un tiers de la promotion est mort et un second tiers est parti en retraite.
Pour les 13 praticiens qui restent en service commence un parcours de grandes responsabilités au sein du Corps de santé des troupes coloniales qui en amènera deux au grade de général en 1938. Les retraités de la promotion 1907 sont mobilisés en septembre 1939 puis démobilisés en juillet 1940, plusieurs s’engagent dans la Résistance en métropole ou en Indochine. En 1945, tous les membres de la promotion 1907 sont retraités, le dernier décède en 1973. Finalement 14 des 39 médecins sont morts prématurément au service de la France.